# Mistrzostwa Świata w Lotach Narciarskich 2012
Mistrzostwa Świata w Lotach Narciarskich 2012 – 22. edycja mistrzostw świata w lotach narciarskich, która została przeprowadzona między 23 a 26 lutego 2012 roku na mamuciej skoczni narciarskiej Vikersundbakken.
W związku z niekorzystnymi warunkami wietrznymi anulowano wyniki niedokończonej pierwszej serii konkursu indywidualnego rozegranej 24 lutego. Następnego dnia zaplanowano trzy serie konkursowe, jednak finalnie przeprowadzono jedynie dwie. Konkurs drużynowy odbył się bezproblemowo.
W konkursie indywidualnym złoty medal mistrzostw świata wywalczył Robert Kranjec, który bezpośrednio wyprzedził Rune Veltę i Martina Kocha. W rywalizacji drużynowej najlepszy okazał się zespół austriacki, w którym zaprezentowali się: Thomas Morgenstern, Andreas Kofler, Gregor Schlierenzauer i Martin Koch. Srebrny medal zdobyli reprezentanci Niemiec, a brązowy – Słowenii. Do zawodów zostało zgłoszonych 58 zawodników z szesnastu krajów.
Podczas serii treningowych, kwalifikacyjnych i konkursowych, przeprowadzonych w ramach mistrzostw świata w lotach narciarskich w Vikersund poprawionych zostało osiem rekordów krajów w długości skoku narciarskiego: Słowenii – 244 metry Roberta Kranjca, Japonii – 240 metra Daiki Itō, Polski – 232,5 metra Piotra Żyły, Rosji – 232 metry Dienisa Korniłowa, Niemiec – 230 metrów Richarda Freitaga, Francji – 225 metrów Vincenta Descombes Sevoie, Estonii – 204 metry Kaarela Nurmsalu oraz Kanady – 194 metry Mackenziego Boyda-Clowesa. Ogółem najdłuższe skoki w swojej dotychczasowej karierze oddało 23 uczestników mistrzostw świata oraz 17 norweskich przedskoczków.
Po raz czwarty organizację mistrzostw świata w lotach narciarskich powierzono norweskiemu miastu Vikersund. Wcześniej taka sytuacja miała miejsce w latach: 1977, 1990 i 2000.

## Przed mistrzostwami

### Organizacja i sponsorzy

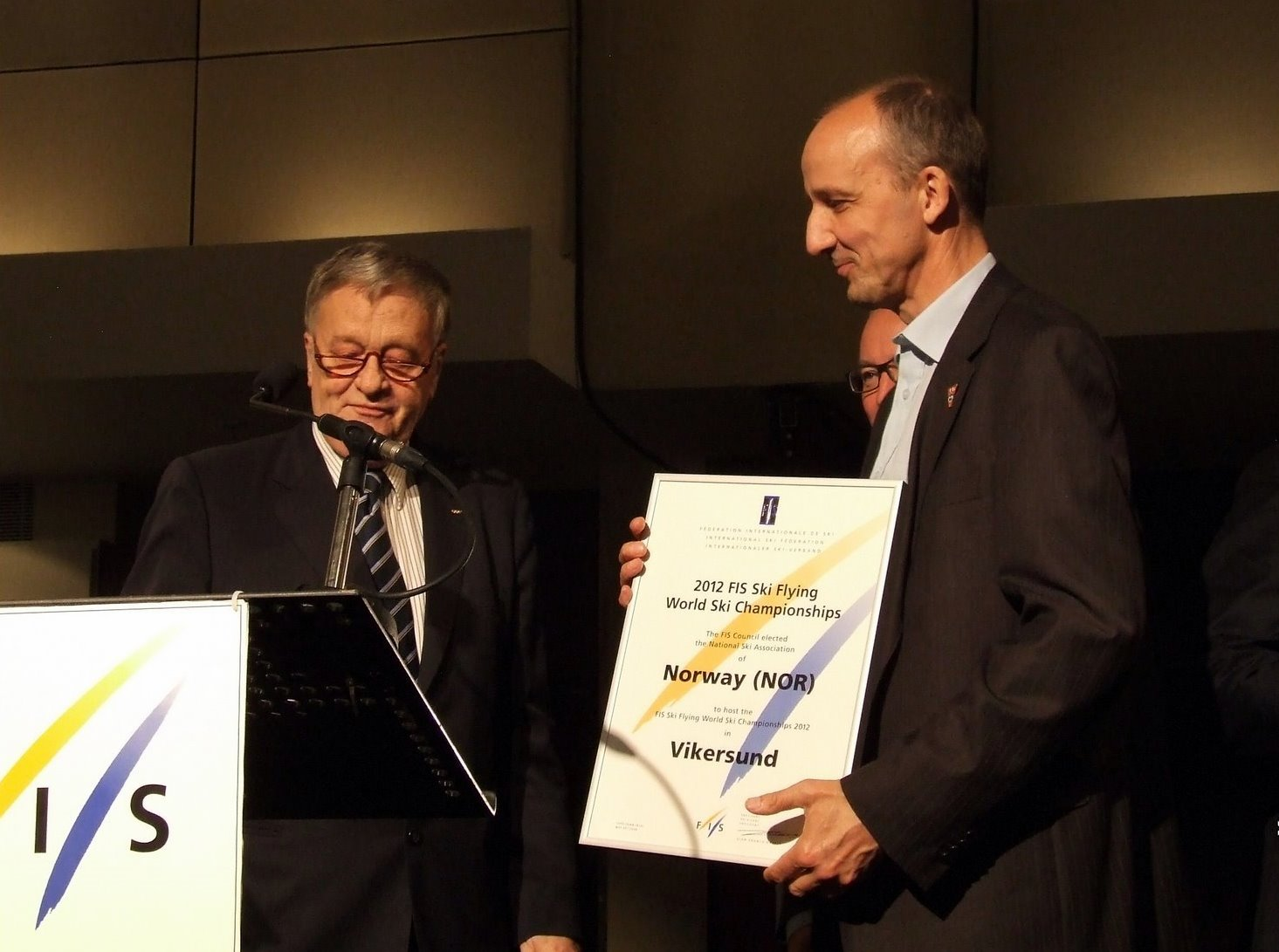
Oficjalne ogłoszenie organizatora Mistrzostw Świata w Lotach Narciarskich 2012 na kongresie FIS w 2008 roku.

Wybór organizatora Mistrzostw Świata w Lotach Narciarskich 2012 nastąpił w maju 2008 podczas kongresu Międzynarodowej Federacji Narciarskiej. Do końca rozważane były dwie kandydatury – Vikersund i Harrachov. Ostatecznie organizatorem mistrzostw świata ogłoszono Vikersund stosunkiem głosów 11:5.
Vikersund zorganizowało mistrzostwa świata w lotach narciarskich po raz czwarty. Wcześniej miało to miejsce w latach: 1977, 1990 i 2000. W 1977 roku mistrzem świata został Walter Steiner, w 1990 roku zawody wygrał Dieter Thoma, a w 2000 roku – Sven Hannawald.
Oficjalnymi organizatorami mistrzostw świata w lotach narciarskich były: Norweski Związek Narciarski, miasto Vikersund i lokalny komitet organizacyjny Skiflyvning Vikersund AS. Przewodniczącym komitetu był Håvard Orsteen, wiceprzewodniczącym – Halvor A. Hartz, a sekretarzem generalnym – Tone K. Kristiansen. Ponadto, w skład komitetu weszli: Ole Gunnar Fidjestøl (dyrektor zawodów), Tore Fossen, Jarle Grøterud, Terje Lund, Dag Drolsum, Kjell Roger Larsen, Thormod R. Hansen, Åke Andresen, Bent Asbjørnhus i Morten Valstad.
Głównym sponsorem Mistrzostw Świata w Lotach Narciarskich 2012 była grupa Kongsberg, która sponsorowała także Mistrzostwa Świata w Narciarstwie Klasycznym 2011 w Oslo. Ponadto wśród sponsorów znalazły się: Hyundai Motor Company, Vardar, Volksbank, Intersport, Riks TV oraz Glava.

### Przebudowa skoczni
Z myślą o mistrzostwach świata w lotach, skocznia Vikersundbakken została w 2009 roku zmodernizowana. Koszty renowacji szacowane były na 80 milionów koron norweskich. W sezonie 2010/2011 na nowej skoczni przeprowadzone zostały zawody Pucharu Świata, podczas których poprawiony został rekord świata w długości skoku narciarskiego. Rekord Bjørna Einar Romørena (239 m) poprawił Johan Remen Evensen, który w najdłuższym skoku osiągnął 246,5 metra. Po zakończeniu sezonu zimowego dokonano niewielkich modernizacji skoczni, co zdaniem organizatorów umożliwia oddanie skoków o długości 250 metrów.

### Program mistrzostw
Przed rozpoczęciem mistrzostw świata podany został oficjalny program serii treningowych, kwalifikacyjnych i konkursowych oraz innych wydarzeń bezpośrednio związanych z mistrzostwami. Poniższa tabela przedstawia szczegółowy wykaz tych wydarzeń, zgodny z pierwotnym planem organizacji mistrzostw świata.
| Data           | Godzina                                                      | Wydarzenie                                         |
| -------------- | ------------------------------------------------------------ | -------------------------------------------------- |
| 22 lutego 2012 | 13:00                                                        | otwarta seria treningowa                           |
| 23 lutego 2012 | 14:30                                                        | otwarta seria treningowa                           |
| 23 lutego 2012 | 15:30                                                        | pierwsza oficjalna seria treningowa                |
| 23 lutego 2012 | 16:45                                                        | druga oficjalna seria treningowa                   |
| 23 lutego 2012 | 18:00                                                        | seria kwalifikacyjna przed zawodami indywidualnymi |
| 24 lutego 2012 | 14:30                                                        | otwarta seria treningowa                           |
| 24 lutego 2012 | 15:30                                                        | seria próbna przed zawodami indywidualnymi         |
| 24 lutego 2012 | 16:30                                                        | pierwsza seria konkursowa zawodów indywidualnych   |
| 24 lutego 2012 | 17:30                                                        | druga seria konkursowa zawodów indywidualnych      |
| 25 lutego 2012 |                                                              |                                                    |
| 14:00          | otwarta seria treningowa                                     |                                                    |
| 15:00          | seria próbna przed finałowymi seriami zawodów indywidualnych |                                                    |
| 16:00          | trzecia seria konkursowa zawodów indywidualnych              |                                                    |
| 16:45          | czwarta seria konkursowa zawodów indywidualnych              |                                                    |
| 18:00          | dekoracja kwiatowa medalistów konkursu indywidualnego        |                                                    |
| 20:00          | ceremonia dekoracji medalistów konkursu indywidualnego       |                                                    |
| 26 lutego 2012 |                                                              |                                                    |
| 11:30          | otwarta seria treningowa                                     |                                                    |
| 12:30          | seria próbna przed zawodami drużynowymi                      |                                                    |
| 14:00          | pierwsza seria konkursowa zawodów drużynowych                |                                                    |
| 14:45          | druga seria konkursowa zawodów drużynowych                   |                                                    |
| 16:00          | dekoracja medalistów konkursu drużynowego                    |                                                    |

### Oficjalna piosenka
Oficjalną piosenką Mistrzostw Świata w Lotach Narciarskich 2012 była Flying Into the Future w wykonaniu Jørna Atle Støa. Muzykę skomponował sam wykonawca – Støa, natomiast tekst piosenki napisał austriacki trener reprezentacji Norwegii – Alexander Stöckl. Oficjalny klip rozpoczyna się rekordowym skokiem Johana Remena Evensena z zawodów Pucharu Świata w Vikersund, które odbyły się rok wcześniej. Następnie, w klipie ukazano krótką historię lotów narciarskich, w tym między innymi loty Ole Gunnara Fidjestøla, Andreasa Goldbergera, Bjørna Wirkoli i Andersa Jacobsena. W końcowej części utworu w tle można usłyszeć śpiew Johana Remena Evensena.

### Faworyci

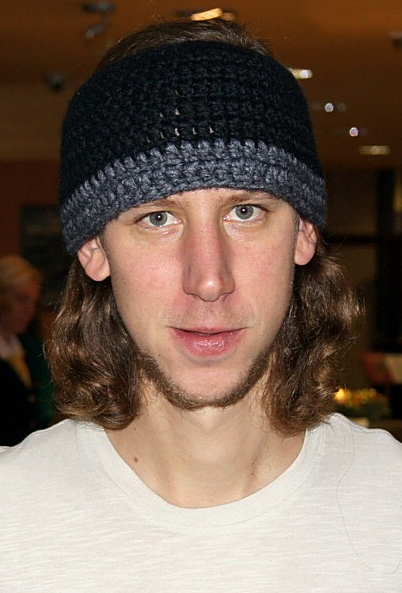
Martin Koch – zwycięzca ostatniego indywidualnego konkursu Pucharu Świata przed mistrzostwami w Vikersund.

Wśród faworytów do zdobycia medalu mistrzostw świata w lotach narciarskich wymieniane były nazwiska: Daiki Itō jako lider klasyfikacji Pucharu Świata w lotach narciarskich, Robert Kranjec jako typowy przykład lotnika, Anders Bardal jako lider klasyfikacji Pucharu Świata w skokach narciarskich oraz zwycięzca konkursu lotów w Tauplitz, Thomas Morgenstern jako najwyżej sklasyfikowany reprezentant Austrii w klasyfikacji lotów, Martin Koch jako zwycięzca ostatniego indywidualnego konkursu PŚ przed mistrzostwami, Kamil Stoch jako wszechstronny skoczek i lotnik, Simon Ammann jako obrońca tytułu z 2010 roku, Gregor Schlierenzauer jako mistrz świata w lotach z 2008 roku i wicelider klasyfikacji Pucharu Świata. Ponadto, jako kandydatów do zdobycia medalu wymieniane były także nazwiska: Bjørn Einar Romøren, Tom Hilde, David Zauner, Andreas Kofler, Dienis Korniłow, Richard Freitag, Lukáš Hlava, Taku Takeuchi, Roman Koudelka, Rune Velta, Anders Fannemel, Severin Freund, Andreas Wank i Dmitrij Wasiljew.
Najwięcej zwycięstw w konkursach Pucharu Świata przed rozpoczęciem mistrzostw świata osiągnęli Andreas Kofler i Gregor Schlierenzauer, którzy pięciokrotnie stawali na najwyższym stopniu podium. Trzy razy wygrywał Anders Bardal, po dwa zwycięskie konkursy na swoim koncie mieli Kamil Stoch i Daiki Itō. Raz zawody Pucharu Świata wygrywali ponadto: Richard Freitag, Thomas Morgenstern, Robert Kranjec i Martin Koch. Kranjec, Bardal i Koch zwyciężali na mamucich skoczniach – w Tauplitz i Oberstdorfie. Przed mistrzostwami świata przeprowadzone zostały także cztery konkursy drużynowe, w których dwukrotnie triumfowali reprezentanci Norwegii, a po jednej wygranej zaliczyli skoczkowie austriaccy i słoweńscy. Ostatnia z wymienionych ekip odniosła triumf w zawodach na skoczni mamuciej w Oberstdorfie, występując w składzie: Jurij Tepeš, Jure Šinkovec, Peter Prevc i Robert Kranjec.
| Klasyfikacja PŚ w lotach narciarskich przed rozpoczęciem mistrzostw świata | Klasyfikacja PŚ w lotach narciarskich przed rozpoczęciem mistrzostw świata | Klasyfikacja PŚ w lotach narciarskich przed rozpoczęciem mistrzostw świata | Klasyfikacja PŚ w lotach narciarskich przed rozpoczęciem mistrzostw świata | Klasyfikacja PŚ w lotach narciarskich przed rozpoczęciem mistrzostw świata |
| Miejsce                                                                    | Zawodnik                                                                   | Reprezentacja                                                              | Punkty                                                                     | Strata do lidera                                                           |
| -------------------------------------------------------------------------- | -------------------------------------------------------------------------- | -------------------------------------------------------------------------- | -------------------------------------------------------------------------- | -------------------------------------------------------------------------- |
| 1.                                                                         | Daiki Itō                                                                  | Japonia                                                                    | 210                                                                        | –                                                                          |
| 2.                                                                         | Robert Kranjec                                                             | Słowenia                                                                   | 195                                                                        | 15                                                                         |
| 3.                                                                         | Anders Bardal                                                              | Norwegia                                                                   | 182                                                                        | 28                                                                         |
| 4.                                                                         | Thomas Morgenstern                                                         | Austria                                                                    | 146                                                                        | 64                                                                         |
| 5.                                                                         | Martin Koch                                                                | Austria                                                                    | 142                                                                        | 68                                                                         |
| 6.                                                                         | Kamil Stoch                                                                | Polska                                                                     | 140                                                                        | 70                                                                         |
| 7.                                                                         | Simon Ammann                                                               | Szwajcaria                                                                 | 118                                                                        | 92                                                                         |
| 8.                                                                         | Roman Koudelka                                                             | Czechy                                                                     | 86                                                                         | 124                                                                        |
| 9.                                                                         | Severin Freund                                                             | Niemcy                                                                     | 77                                                                         | 133                                                                        |
| 10.                                                                        | Gregor Schlierenzauer                                                      | Austria                                                                    | 73                                                                         | 137                                                                        |
| 11.                                                                        | Rune Velta                                                                 | Norwegia                                                                   | 70                                                                         | 140                                                                        |
| 12.                                                                        | Peter Prevc                                                                | Słowenia                                                                   | 62                                                                         | 148                                                                        |
| 12.                                                                        | Taku Takeuchi                                                              | Japonia                                                                    | 62                                                                         | 148                                                                        |
| 14.                                                                        | Vegard Haukø Sklett                                                        | Norwegia                                                                   | 61                                                                         | 149                                                                        |
| 15.                                                                        | Johan Remen Evensen                                                        | Norwegia                                                                   | 56                                                                         | 154                                                                        |
| 16.                                                                        | Richard Freitag                                                            | Niemcy                                                                     | 39                                                                         | 171                                                                        |
| 17.                                                                        | Andreas Kofler                                                             | Austria                                                                    | 35                                                                         | 175                                                                        |
| 17.                                                                        | Michael Neumayer                                                           | Niemcy                                                                     | 35                                                                         | 175                                                                        |
| 19.                                                                        | Andreas Wank                                                               | Niemcy                                                                     | 31                                                                         | 179                                                                        |
| 20.                                                                        | David Zauner                                                               | Austria                                                                    | 29                                                                         | 181                                                                        |
| 20.                                                                        | Lukáš Hlava                                                                | Czechy                                                                     | 29                                                                         | 181                                                                        |
| 22.                                                                        | Piotr Żyła                                                                 | Polska                                                                     | 26                                                                         | 184                                                                        |
| 23.                                                                        | Tom Hilde                                                                  | Norwegia                                                                   | 24                                                                         | 186                                                                        |
| 24.                                                                        | Janne Happonen                                                             | Finlandia                                                                  | 22                                                                         | 188                                                                        |
| 25.                                                                        | Anders Fannemel                                                            | Norwegia                                                                   | 18                                                                         | 192                                                                        |
| 25.                                                                        | Jure Šinkovec                                                              | Słowenia                                                                   | 18                                                                         | 192                                                                        |
| 25.                                                                        | Kenneth Gangnes                                                            | Norwegia                                                                   | 18                                                                         | 192                                                                        |
| 25.                                                                        | Maximilian Mechler                                                         | Niemcy                                                                     | 18                                                                         | 192                                                                        |
| 29.                                                                        | Olli Muotka                                                                | Finlandia                                                                  | 15                                                                         | 195                                                                        |
| 29.                                                                        | Bjørn Einar Romøren                                                        | Norwegia                                                                   | 15                                                                         | 195                                                                        |
| 31.                                                                        | Jurij Tepeš                                                                | Słowenia                                                                   | 13                                                                         | 197                                                                        |
| 31.                                                                        | Wolfgang Loitzl                                                            | Austria                                                                    | 13                                                                         | 197                                                                        |
| 31.                                                                        | Dienis Korniłow                                                            | Rosja                                                                      | 13                                                                         | 197                                                                        |
| 34.                                                                        | Jakub Janda                                                                | Czechy                                                                     | 12                                                                         | 198                                                                        |
| 35.                                                                        | Vincent Descombes Sevoie                                                   | Francja                                                                    | 9                                                                          | 201                                                                        |
| 36.                                                                        | Atle Pedersen Rønsen                                                       | Norwegia                                                                   | 8                                                                          | 202                                                                        |
| 37.                                                                        | Anssi Koivuranta                                                           | Finlandia                                                                  | 7                                                                          | 203                                                                        |
| 37.                                                                        | Michael Hayböck                                                            | Austria                                                                    | 7                                                                          | 203                                                                        |
| 37.                                                                        | Krzysztof Miętus                                                           | Polska                                                                     | 7                                                                          | 203                                                                        |
| 40.                                                                        | Andrea Morassi                                                             | Włochy                                                                     | 5                                                                          | 205                                                                        |
| 41.                                                                        | Maciej Kot                                                                 | Polska                                                                     | 4                                                                          | 206                                                                        |
| 42.                                                                        | Dmitrij Wasiljew                                                           | Rosja                                                                      | 3                                                                          | 207                                                                        |
| 43.                                                                        | Noriaki Kasai                                                              | Japonia                                                                    | 2                                                                          | 208                                                                        |
| 44.                                                                        | Shōhei Tochimoto                                                           | Japonia                                                                    | 1                                                                          | 209                                                                        |

## Skocznia
Areną zmagań skoczków narciarskich podczas Mistrzostw Świata w Lotach Narciarskich 2012 była mamucia skocznia Vikersundbakken w Vikersund. Ponad rok przed mistrzostwami zakończyła się przebudowa obiektu, oficjalne otwarcie nastąpiło 9 lutego 2011 roku, a pierwszy oficjalny skok oddał Vegard Swensen, który skoczył 162 metry.
Przebudowa skoczni oraz jej modernizacja w 2011 roku skutkowały zmianą parametrów technicznych obiektu, w tym punktu konstrukcyjnego, który umieszczony został na 195 metrze. Rozmiar skoczni wynosi natomiast 225 metrów, co czyni Vikersundbakken największym obiektem do lotów narciarskich na świecie.
Oficjalny rekord skoczni został ustanowiony podczas serii kwalifikacyjnej do pierwszego konkursu Pucharu Świata na nowej skoczni w Vikersund, które przeprowadzono 11 lutego 2011. Wówczas rezultat 246,5 metra uzyskał Johan Remen Evensen, który tym samym poprawił nieoficjalny rekord świata w długości skoku narciarskiego.
|  | Nazwa skoczni   | Miejscowość | Punkt K | HS     | Rekord skoczni | Rekord skoczni      | Rekord skoczni | Współczynnik belki | Współczynnik wiatru |
|  | --------------- | ----------- | ------- | ------ | -------------- | ------------------- | -------------- | ------------------ | ------------------- |
|  | Vikersundbakken | Vikersund   | K-195   | HS 225 | 246,5 m        | Johan Remen Evensen | 11.02.2011     | 8,10 pkt na m      | 14,40 pkt na m/s    |

## Jury
Dyrektorem konkursów o mistrzostwo świata w lotach narciarskich w Vikersund był Ole Gunnar Fidjestøl, a jego asystentem – Ole Bremseth. Z ramienia Międzynarodowej Federacji Narciarskiej funkcję szefa zawodów pełnił dyrektor Pucharu Świata, Walter Hofer, a jego asystentem podobnie jak w innych oficjalnych zawodach organizowanych przez FIS był Miran Tepeš. Kontrolą sprzętu zajmowali się Jouko Törmänen i Sepp Gratzer, delegatem technicznym był Gabriel Gross, a jego asystentem – Franck Salvi, natomiast dyrektorem do spraw pomiaru odległości był Börje Staffas.
Skład sędziowski w poszczególnych seriach konkursowych przedstawia poniższa tabela.
| Sędzia               | Kraj     | Stanowisko na wieży sędziowskiej | Stanowisko na wieży sędziowskiej |
| Sędzia               | Kraj     | konkurs indywidualny             | konkurs drużynowy                |
| -------------------- | -------- | -------------------------------- | -------------------------------- |
| Sandro Dalle Ave     | Włochy   | A                                | B                                |
| Jean-Claude Gaillard | Francja  | D                                | E                                |
| Berndt Hess          | Niemcy   | B                                | C                                |
| Hermann Kothleitner  | Austria  | E                                | –                                |
| Sigbjørn Normann     | Norwegia | C                                | D                                |
| Tadeusz Szostak      | Polska   | –                                | A                                |

## Przebieg zawodów

### Oficjalne serie treningowe
Pierwsza oficjalna seria treningowa została przeprowadzona 22 lutego o godzinie 15:30. Najdłuższy skok, na 237 m oddał jeden z faworytów, Martin Koch. Na drugim miejscu uplasował się Robert Kranjec, skacząc na 211,5 m, a na trzecim Severin Freund, który oddał skok na 216,5 m. Ogółem dziewiętnastu spośród wszystkich pięćdziesięciu sześciu zawodników biorących udział w treningu przekroczyło granicę dwustu metrów. Najlepsze wyniki odniosła reprezentacja Austrii – czterech jej skoczków uplasowało się w pierwszej dziesiątce.
Następnie przeprowadzono drugą serię treningową. W niej ponownie najlepszy okazał się Koch, skacząc na 219 m. Za nim sklasyfikowano Kranjca (213 m) i Daiki Itō (209 m). Znów wystartowało 56 skoczków. Najsłabszymi z poszczególnych kadr, które wystawiły pięciu zawodników byli: Aleksandr Sardyko, Yūta Watase, Stefan Hula, Dejan Judež, Antonín Hájek, Tom Hilde, Michael Neumayer i Thomas Morgenstern.

### Kwalifikacje i anulowana seria konkursowa

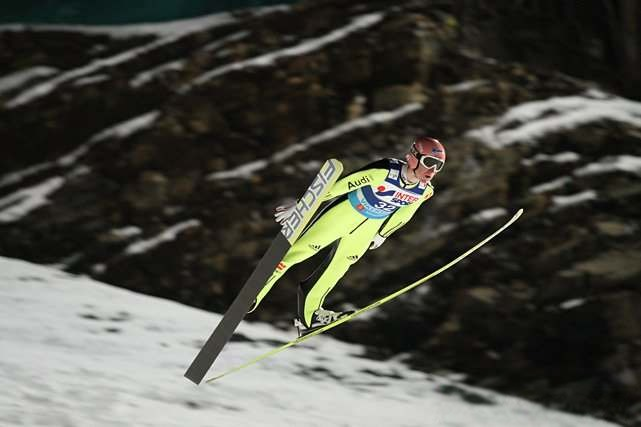
Severin Freund – najlepszy zawodnik odwołanej serii konkursowej.

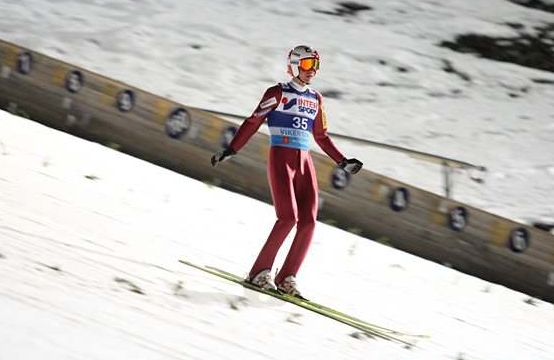
Kamil Stoch po ostatnim skoku w odwołanej serii.

Seria kwalifikacyjna do konkursu indywidualnego rozegrana została 23 lutego. Do kwalifikacji przystąpiło 39 zawodników, spośród których 30 awansowało do konkursu głównego. Zapewnioną kwalifikację miało dodatkowo dziesięciu najlepszych skoczków w aktualnej klasyfikacji Pucharu Świata w lotach narciarskich. Serię kwalifikacyjną wygrał Andreas Kofler po skoku na 221 metrów. Drugie miejsce zajął Rune Velta, który uzyskał rezultat lepszy od Koflera o pół metra, ale skakał w bardziej korzystnych warunkach wietrznych. Na trzecim miejscu uplasował się Anders Fannemel, który lądował na 211 metrze. Najdłuższy skok serii oddał Vincent Descombes Sevoie – 222,5 metra, ale jednocześnie skakał w najlepszych warunkach i ostatecznie zajął szóste miejsce. Spośród zawodników z zapewnioną kwalifikacją najdalej skoczył Simon Ammann, który uzyskał 204 metry.
Na godzinę 16:30 dnia następnego zaplanowano rozpoczęcie pierwszej serii konkursowej. Z powodu zbyt silnego wiatru start ten jednak został opóźniony o godzinę. Ostatecznie o wskazanej godzinie warunki poprawiły się, co umożliwiło rozpoczęcie rywalizacji. W serii wystartowało ostatecznie 35 z 40 zawodników, a dalsza część konkursu została odwołana z powodu ponownego pogorszenia się warunków wietrznych. Wśród 35 skoczków, którzy oddali swoje skoki, najlepszy okazał się Severin Freund, który uzyskał 220,5 metra. Najdłuższy skok oddał Rune Velta – 234 metry, jednak skakał z wyższej platformy startowej i plasował się na drugim miejscu. Przed skokiem 35. zawodnika konkursu – Kamila Stocha nastąpiła przerwa w oczekiwaniu na poprawę warunków atmosferycznych. Po kilkuminutowym oczekiwaniu, zawodnik otrzymał zgodę na oddanie skoku, jednak po wyjściu z progu otrzymał podmuch wiatru, co uniemożliwiło mu oddanie dobrego skoku, a wręcz zmusiło go do ratowania się przed upadkiem. Po próbie Polaka nastąpiła kolejna przerwa w konkursie, a jego wznowienie było przekładane kilkukrotnie. Ostatecznie, o godzinie 19:45 podjęta została decyzja o anulowaniu wszystkich dotychczasowych wyników. Jednocześnie w zamian za odwołane serie konkursowe, postanowiono przeprowadzić dodatkową serię dnia następnego.
| Wyniki anulowanej serii konkursowej (24.02.2012) | Wyniki anulowanej serii konkursowej (24.02.2012) | Wyniki anulowanej serii konkursowej (24.02.2012) | Wyniki anulowanej serii konkursowej (24.02.2012) | Wyniki anulowanej serii konkursowej (24.02.2012) |
| Miejsce                                          | Zawodnik                                         | Reprezentacja                                    | Skok                                             | Nota                                             |
| ------------------------------------------------ | ------------------------------------------------ | ------------------------------------------------ | ------------------------------------------------ | ------------------------------------------------ |
| 1.                                               | Severin Freund                                   | Niemcy                                           | 220,5                                            | 226,5                                            |
| 2.                                               | Rune Velta                                       | Norwegia                                         | 234,0                                            | 225,6                                            |
| 3.                                               | Maximilian Mechler                               | Niemcy                                           | 222,5                                            | 219,0                                            |
| 4.                                               | Roman Koudelka                                   | Czechy                                           | 217,0                                            | 214,7                                            |
| 5.                                               | Andreas Kofler                                   | Austria                                          | 206,5                                            | 214,4                                            |
| 6.                                               | Lukáš Hlava                                      | Czechy                                           | 211,5                                            | 211,8                                            |
| 7.                                               | Jurij Tepeš                                      | Słowenia                                         | 230,5                                            | 211,4                                            |
| 8.                                               | Dienis Korniłow                                  | Rosja                                            | 232,0                                            | 211,2                                            |
| 9.                                               | Olli Muotka                                      | Finlandia                                        | 219,5                                            | 210,5                                            |
| 10.                                              | Vincent Descombes Sevoie                         | Francja                                          | 225,0                                            | 208,5                                            |
| 11.                                              | Anders Fannemel                                  | Norwegia                                         | 201,5                                            | 204,7                                            |
| 12.                                              | Taku Takeuchi                                    | Japonia                                          | 207,5                                            | 204,2                                            |
| 13.                                              | Gregor Schlierenzauer                            | Austria                                          | 199,5                                            | 203,3                                            |
| 14.                                              | Simon Ammann                                     | Szwajcaria                                       | 196,0                                            | 203,0                                            |
| 15.                                              | Richard Freitag                                  | Niemcy                                           | 214,5                                            | 201,7                                            |
| 16.                                              | Andreas Wank                                     | Niemcy                                           | 197,5                                            | 195,4                                            |
| 17.                                              | Janne Happonen                                   | Finlandia                                        | 200,5                                            | 195,0                                            |
| 18.                                              | Bjørn Einar Romøren                              | Norwegia                                         | 192,0                                            | 192,7                                            |
| 19.                                              | Jakub Janda                                      | Czechy                                           | 208,5                                            | 182,6                                            |
| 20.                                              | Andrea Morassi                                   | Włochy                                           | 203,0                                            | 178,5                                            |
| 21.                                              | Jure Šinkovec                                    | Słowenia                                         | 193,5                                            | 176,9                                            |
| 22.                                              | Piotr Żyła                                       | Polska                                           | 196,0                                            | 176,0                                            |
| 23.                                              | Krzysztof Miętus                                 | Polska                                           | 197,5                                            | 174,6                                            |
| 24.                                              | Matti Hautamäki                                  | Finlandia                                        | 204,0                                            | 173,7                                            |
| 25.                                              | Kaarel Nurmsalu                                  | Estonia                                          | 204,0                                            | 172,3                                            |
| 26.                                              | Anssi Koivuranta                                 | Finlandia                                        | 201,0                                            | 171,8                                            |
| 27.                                              | Dmitrij Wasiljew                                 | Rosja                                            | 196,5                                            | 171,0                                            |
| 28.                                              | Jan Matura                                       | Czechy                                           | 197,5                                            | 167,5                                            |
| 29.                                              | Yūta Watase                                      | Japonia                                          | 193,0                                            | 163,2                                            |
| 30.                                              | Anton Kaliniczenko                               | Rosja                                            | 189,0                                            | 154,1                                            |
| 31.                                              | Sebastian Colloredo                              | Włochy                                           | 177,0                                            | 142,6                                            |
| 32.                                              | Kamil Stoch                                      | Polska                                           | 152,5                                            | 138,0                                            |
| 33.                                              | Mackenzie Boyd-Clowes                            | Kanada                                           | 178,0                                            | 134,6                                            |
| 34.                                              | Maciej Kot                                       | Polska                                           | 164,5                                            | 133,3                                            |
| 35.                                              | Shōhei Tochimoto                                 | Japonia                                          | 169,0                                            | 122,8                                            |

### Konkurs indywidualny

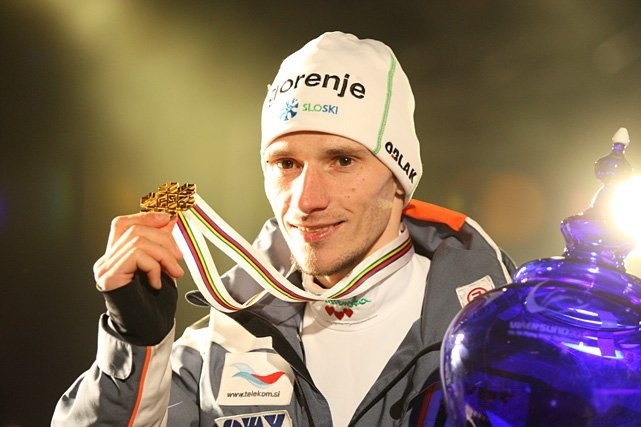
Robert Kranjec – indywidualny mistrz świata z Vikersund.

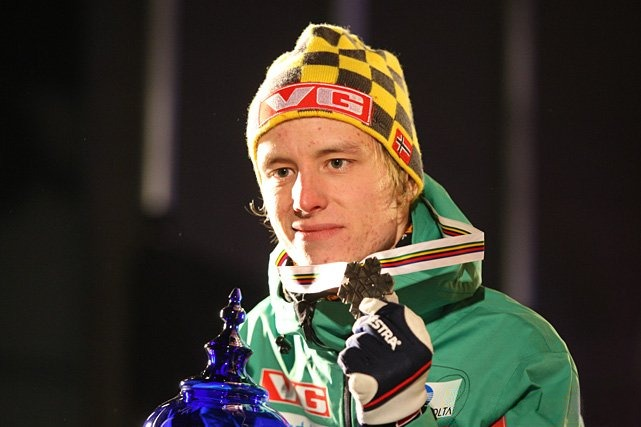
Rune Velta – srebrny medalista mistrzostw świata w konkursie indywidualnym.

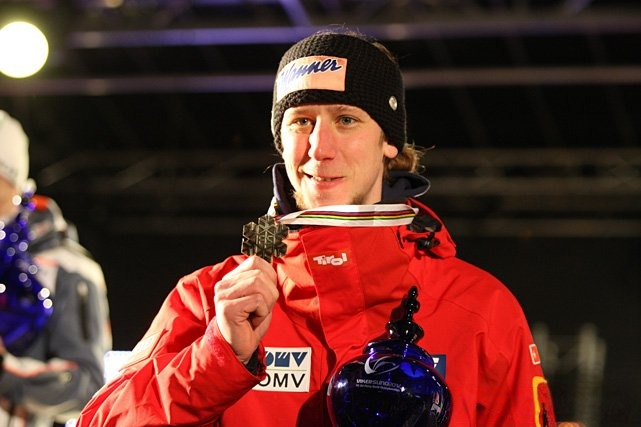
Martin Koch – brązowy medalista mistrzostw świata w konkursie indywidualnym.

Pierwsza seria piątkowego konkursu rozpocząć miała się o godzinie piętnastej czasu lokalnego. Finalnie jednak rozpoczęto ją pół godziny później, ze względu na niekorzystne warunki wietrzne panujące na Vikersundbakken. Rywalizację rozpoczęto z jedenastej belki startowej. Startujący jako pierwszy Yūta Watase osiągnął 216,5 m i ustanowił nowy rekord życiowy. Przed skokiem piątego na liście startowej Jana Matury zarządzono kilkuminutową przerwę ze względu na zbyt silny wiatr. Trzech kolejnych skoczków oddawało niedalekie skoki, między innymi Shōhei Tochimoto – 126 m, w związku z czym wydłużono rozbieg do czternastej belki. Kilku spośród następnych zawodników przekroczyło granicę dwustu metrów, wśród nich Andrea Morassi, Anssi Koivuranta, Jakub Janda i Vincent Descombes Sevoie. Belka została obniżona o jedną pozycję, ale mimo tego Jurij Tepeš oddał skok na odległość 235,5 m, który zapewnił mu prowadzenie w konkursie i nowy rekord swojego kraju. Ponownie zmieniono długość najazdu, tym razem na jedenastą platformę startową. Skakali z niej m.in. Olli Muotka, Jure Šinkovec i Maximilian Mechler – wszyscy przekroczyli dwieście metrów. Skaczący z dwudziestym drugim numerem startowym Anders Fannemel pobił swój rekord życiowy i objął prowadzenie w konkursie, skacząc na odległość 244,5 m. Po jego próbie skrócono rozbieg do dziewiątej belki. Jako pierwszy, po oczekiwaniu na wiatr mieszczący się w dozwolonym korytarzu, oddał z niej skok Janne Happonen i osiągnął 215 m.
Po skoku Piotra Żyły na 168 m konkurs został przerwany na kilkanaście minut, powodem ponownie był niedozwolony wiatr. Po wznowieniu 204 metrów skoczył Lukáš Hlava. Wkrótce na drugim miejscu sklasyfikowano Andreasa Koflera, który ustanowił nowy rekord życiowy na 228. metrze. Po tak dalekim skoku najazd został skrócony o kolejne dwie pozycje. Ze zmniejszonego rozbiegu 210 m skoczył Richard Freitag. Punkty dodane ze względu na długość najazdu pozwoliły mu uplasować się na trzeciej pozycji. Rune Velta skoczył na odległość 217,5 m, co dało mu prowadzenie w konkursie. Niedługo później na trzeciej lokacie Freitaga zmienił Gregor Schlierenzauer (206,5 m) i Severin Freund (210,5 m).
Mistrz świata z 2010 z Planicy – Simon Ammann skoczył 204 metry i plasował się na czwartej lokacie. Kolejny z faworytów, Kamil Stoch skoczył najbliżej z pierwszej szóstki klasyfikacji generalnej Pucharu Świata – wylądował na 191. metrze. Następnie wystartował Martin Koch. Austriak, jeden z głównych pretendentów do medalu przyjął trajektorię lotu nisko nad zeskokiem. Jego skok zmierzono na 218 metrów, co dało mu drugą pozycję. Kolejni skoczkowie plasowali się za nim – Anders Bardal (212 m), Robert Kranjec (217,5 m) i Daiki Itō (206 m).
Liderem po pierwszej serii był Velta, który o 2,7 punktu wyprzedzał Kocha, a o 3,9 pkt – Kranjca. Do drugiej serii nie zakwalifikowało się trzech Polaków, dwóch Rosjan i Japończyków oraz po jednym Włochu, Estończyku i Kanadyjczyku.
Zdecydowano się na rozegranie jedynie dwóch z pierwotnie planowanych na ten dzień trzech serii konkursowych. Seria finałowa zaczęła się od dziesiątej platformy startowej. Jako pierwszy swój skok oddał Andrea Morassi, lądując na 200,5 m. Kolejni zawodnicy oddawali krótsze skoki. Andreas Wank objął prowadzenie po skoku na 197,5 m. Długość najazdu została podniesiona o dwie pozycje, po dziesięciu skokach oddanych przez zawodników. Odległości uzyskiwane przez nich nadal nie przekraczały jednak dwusetnego metra, więc jury zdecydowało o dalszym wydłużeniu rozbiegu – do czternastej belki startowej. Roman Koudelka, zajmujący 17. lokatę po pierwszej serii, oddał skok na 210 m i został nowym liderem zawodów. Wkrótce na drugą pozycję wysunął się Lukáš Hlava, a następnie Janne Happonen – odległość obydwóch wyniosła 194,5 m.
Prowadzenie objął następnie Daiki Itō, który skoczył na 219 m i miał 22,8 pkt przewagi nad dotychczasowym liderem – Koudelką. Startujący po nim: Thomas Morgenstern, Kamil Stoch i Richard Freitag lądowali pomiędzy 211. a 213. metrem. Andreas Kofler, który w pierwszej serii pobił swój rekord życiowy, tym razem oddał skok na odległość 216 m. Medalista poprzednich mistrzostw – Gregor Schlierenzauer skoczył na 174,5 m i tym samym spadł na 18. pozycję w finalnej klasyfikacji konkursu. Kolejny medalista z Planicy, tym razem złoty – Simon Ammann wylądował 5,5 metra dalej i również spadł w tabeli zawodów. Na pozycji lidera Itō zmienił Severin Freund, który oddał skok na 208,5 m. Reprezentant gospodarzy, Anders Bardal po skoku na 203,5 m plasował się na czwartym miejscu. Następnym zawodnikiem, który oddał skok, był Anders Fannemel, który w pierwszej serii ustał drugi pod względem długości skok w historii. Prawdopodobnie nie poradził sobie z presją, a jego próba wyniosła 174,5 m. Tym samym do pierwszej dziesiątki awansował Kamil Stoch.
Trzeci zawodnik po pierwszej serii – Robert Kranjec oddał skok na 244 metrów, ustanawiając swój nowy rekord życiowy, a także poprawiając rekord Słowenii Jurija Tepeša z pierwszej serii. Objął prowadzenie, wyprzedzając Freunda o 36,1 punktu i zapewniając sobie medal mistrzostw świata. Po nim skakał Martin Koch, który doleciał do 243 metra, po czym doznał upadku. Mimo niego zdołał utrzymać pozycję medalową. Ostatnim zawodnikiem startującym w finałowej serii był Rune Velta. Ten skoczył na 234,5 m i zajął drugie miejsce, ze stratą trzech punktów do Kranjca. W pierwszej dziesiątce znalazło się trzech Austriaków, dwóch Niemców, dwóch reprezentantów gospodarzy i po jednym Słoweńcu, Japończyku i Polaku.
Złoty medalista – Robert Kranjec stał się pierwszym mistrzem świata w lotach narciarskich ze Słowenii i jednocześnie drugim, po Urbanie Francu, słoweńskim medalistą tej imprezy.

### Konkurs drużynowy

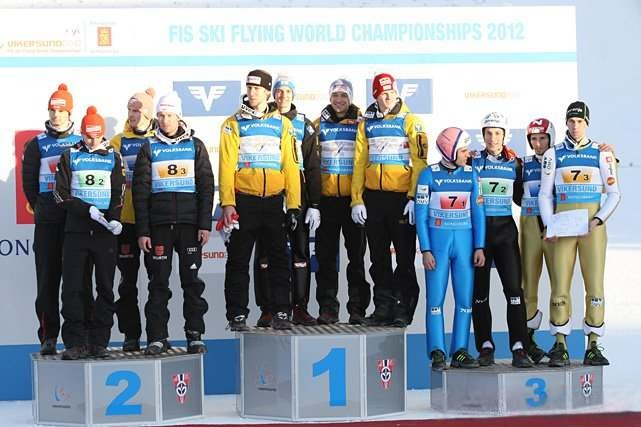
Podium konkursu drużynowego.

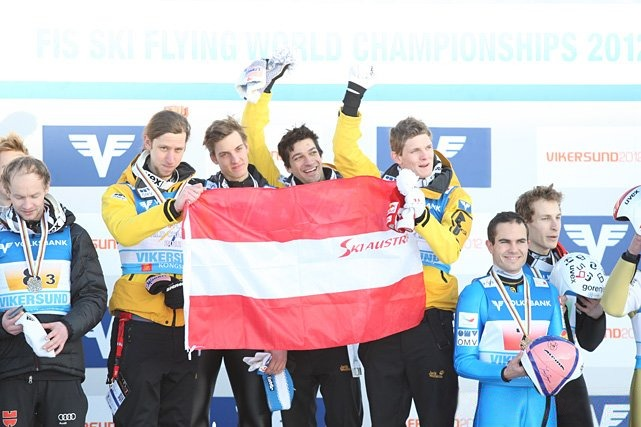
Austria – złoci medaliści konkursu drużynowego. Od lewej: Martin Koch, Gregor Schlierenzauer, Andreas Kofler, Thomas Morgenstern.

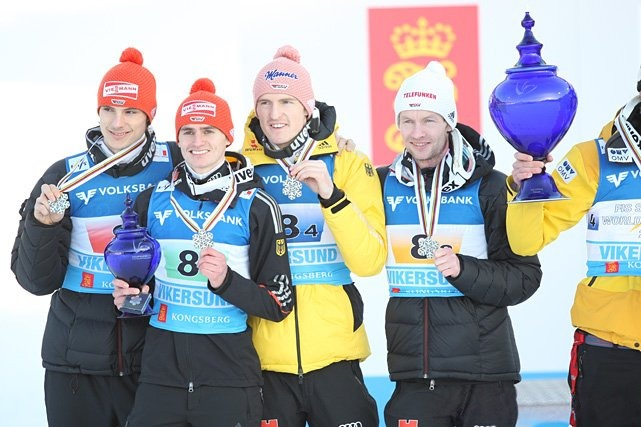
Niemcy – srebrni medaliści konkursu drużynowego. Od lewej: Andreas Wank, Richard Freitag, Severin Freund, Maximilian Mechler.

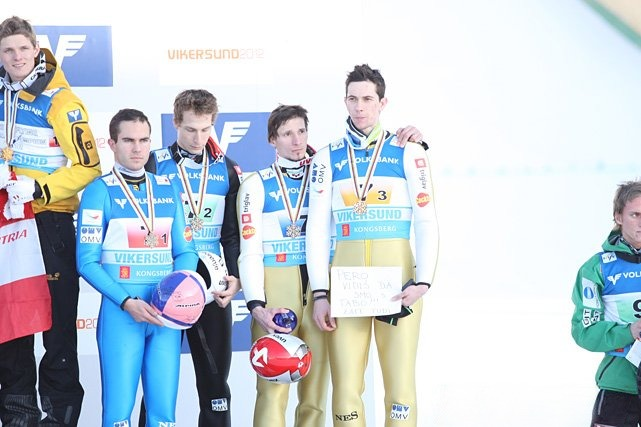
Słowenia – brązowi medaliści konkursu drużynowego. Od lewej: Jernej Damjan, Jurij Tepeš, Robert Kranjec, Jure Šinkovec.

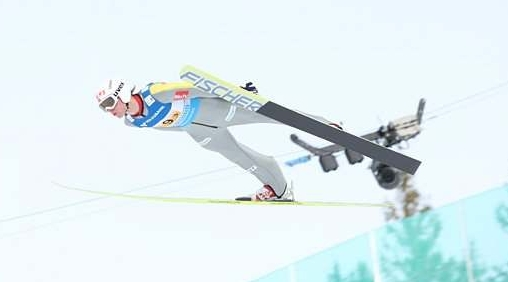
Rune Velta, który oddał najdłuższy skok w konkursie.

Przed rozpoczęciem konkursu drużynowego 26 lutego pogoda była bezwietrzna, słoneczna, temperatura była niska. W pierwszej grupie zawodnicy startowali z czternastej belki startowej. Jako pierwszy wystartował Aleksiej Korolow, reprezentant Kazachstanu, który osiągnął 136 m. Następnie prowadzenie objęła Finlandia, po skoku Janne Happonena na 208 m. Metr bliżej wylądował Dienis Korniłow. Następnym zawodnikiem, który odbił się z progu był Maciej Kot, który oddał skok na 174 m. Jakub Janda wylądował na 208. metrze, a jego reprezentacja plasowała się na drugiej lokacie. Nowym liderem konkursu została Japonia – Yūta Watase skoczył na 212 metrów. Jako kolejny wystartował Jernej Damjan (202 m), a następnie Andreas Wank, który ustanowił swój nowy rekord życiowy – 211 m i zapewnił prowadzenie reprezentacji Niemiec. Skoczek z drużyny gospodarzy (jednej z faworytów do medalu) Bjørn Einar Romøren wylądował na 196. metrze i uplasował swoją drużynę na siódmym miejscu w finalnej klasyfikacji pierwszej grupy. Prowadziła po niej reprezentacja Austrii, po próbie Thomasa Morgensterna (224,5 m, przy niekorzystnym wietrze 0,2 m/s).
Długość najazdu skrócono o jedną pozycję platformy. Jako pierwszy wystartował z niej Aleksiej Pczelincew, który oddał najdłuższy spośród Kazachów w konkursie skok na 150 m, który jednak nie pozwolił im objąć prowadzenia. Nowym liderem została dopiero reprezentacja Finlandii, po skoku na 220,5 Olliego Muotki. Później skoczył Dmitrij Ipatow, lądując na buli (138,5 m). Piotr Żyła uzyskał 223,5 m i tym samym ustanowił swój nowy rekord życiowy. Kolejny Jan Matura spowodował spadek pozycji czeskiej drużyny, jego próba została zmierzona na 168 m. Jurij Tepeš wylądował na 202. metrze zeskoku. Richard Freitag poleciał na najdłuższą w karierze odległość 223,5 metrów i wysunął swoją kadrę na prowadzenie. Kolejni zawodnicy – Anders Fannemel (206,5 m) i Andreas Kofler (212,5 m) – nie uzyskali wyższych not punktowych i to właśnie Niemcy prowadzili po drugiej grupie.
Rozpoczynający trzecią grupę Jewgienij Lowkin skoczył na 115 m. Matti Hautamäki osiągnął 207,5 m, dzięki czemu Finlandia objęła prowadzenie. Kolejni skoczkowie nie przejęli od niej pozycji lidera dla swoich drużyn: Anton Kaliniczenko (151,5 m), Krzysztof Miętus (190,5 m), Roman Koudelka (224,5 m), Taku Takeuchi (200,5 m) i Jure Šinkovec (199,5 m). Na pierwsze miejsce powrócili następnie Niemcy, ponieważ Maximilian Mechler oddał skok na 199,5 m. Srebrny medalista indywidualnego konkursu, Rune Velta po skoku na 229 metrów wysunął swoją drużynę na drugą lokatę. Jako ostatni w tej grupie skakał Gregor Schlierenzauer, który utwierdził Austrię na uzyskanym w poprzedniej grupie prowadzeniu, skacząc na 217 m.
Ostatnich dziesięciu skoczków startowało z dziesiątej belki startowej. Radik Żaparow oddał najkrótszy skok w konkursie – 113,5 m. Anssi Koivuranta spowodował spadek swojej drużyny w klasyfikacji, skacząc na 185 m. Próba Dmitrija Wasiljewa (179,5 m) uniemożliwiła rosyjskim skoczkom awans do drugiej serii konkursowej. Natomiast Kamil Stoch uzyskał 208 metrów. Jako kolejny startował Daiki Itō, który skokiem na 240 m ustanowił nowy rekord Japonii, która to wyszła na prowadzenie. Kolejne dwa skoki również powodowały zmianę lidera – Robert Kranjec skoczył na 235,5 m, a Severin Freund na 212 m. Norweg Anders Bardal lądował na odległości 194,5 metra.
Po pierwszej serii prowadziła Austria, ponieważ Martin Koch oddał skok na 217,5 metra. Za nią plasowały się: Niemcy, Słowenia, Norwegia, Japonia, Finlandia, Czechy i Polska. Do finału nie awansowała Rosja, ponieważ jeden z reprezentujących ją skoczków – Ipatow został zdyskwalifikowany za nieprawidłowy kombinezon, a także Kazachstan.
Pierwszym zawodnikiem, który odbił się z progu Vikersundbakken w drugiej serii konkursowej (przy czternastej belce startowej) był Janne Happonen, który uzyskał 202,5 metra. Warunki nieco zmieniły się i pojawił się delikatny tylny wiatr. Kolejnymi skoczkami, którzy oddawali swoje skoki byli Maciej Kot (178,5 m), Jakub Janda (202 m). Skok Yūty Watase na 197 m pozwolił Japonii na objęcie prowadzenia. Wkrótce jednak na pierwsze miejsce awansowała reprezentacja Słowenii – Jernej Damjan uzyskał 211 metrów, a następnie reprezentacja Niemiec – Andreas Wank ustanowił nowy rekord życiowy (214 metrów). Próba Romørena miała długość 172,5 m, co odbiło się na pozycji Norwegów (spadek o jedną lokatę w dół). Thomas Morgenstern ponownie oddał daleki skok – 225,5 m, tak więc Austria pozostała liderem konkursu po kolejnej grupie.
W drugiej grupie rozpoczęto rywalizację z dwunastej belki. Olli Muotka osiągnął 219 m, następnie Piotr Żyła ustanowił nowy rekord swojego kraju – 232,5 metra przy korzystnym wietrze 0,41 m/s. Ze skróconego po tej próbie do dziesiątej platformy najazdu skoczyli Jan Matura (192,5 m) i Shōhei Tochimoto (181 m). Następnie Jurij Tepeš zwiększył szanse słoweńskiej drużyny na medal, oddając skok na 217,5 m. Richard Freitag uzyskał 230 metrów, co było nowym rekordem jego kraju, który objął teraz prowadzenie w konkursie. Anders Fannemel wylądował na 199. metrze zeskoku, a Andreas Kofler wysunął swoją reprezentację na prowadzenie, skacząc na 210,5 metra.
Trzecia grupa startowała z trzynastej belki. Jako pierwszy swoją próbę oddał Matti Hautamäki, który osiągnął 176,5 metra. Kolejne kraje obejmowały prowadzenie: Polska, po skoku Krzysztofa Miętusa (202 m), Czechy po rekordzie życiowym Romana Koudelki (226,5 m), Słoweńcy po skoku Jure Šinkovca (208 m), Niemcy po skoku Maximiliana Mechlera (208 m). Następnie Rune Velta ustanowił swój nowy rekord, skacząc na 243 m, jednak Norwegia plasowała się na trzeciej pozycji. Najazd skrócono, a Gregor Schlierenzauer uzyskał 190,5 m.
Finałowa grupa skakała z platformy ósmej, w kolejności odwrotnej do pozycji, które zajmowały reprezentacje poszczególnych zawodników. Pierwszy skok oddał Kamil Stoch, który osiągnął 196,5 m. Następny skakał Daiki Itō (215,5 m), dalej Anssi Koivuranta (168,5 m) i Lukáš Hlava (164,5 m). Anders Bardal wylądował na 211. metrze. Indywidualny mistrz Robert Kranjec skoczył na 205 metrów, obejmując trajektorię lotu nisko nad zeskokiem – pozwoliło to Słowenii na objęcie prowadzenia, równoznacznego ze zdobyciem medalu w konkursie. Srebrny medal zdobyli Niemcy, których reprezentant Severin Freund uzyskał 213,5 m, a złoto obronili Austriacy ze skokiem na 218 metrów Martina Kocha.
Reprezentacja Austrii zdobyła tytuł drużynowego mistrza w lotach po raz trzeci z rzędu, co nie udało się wcześniej żadnej drużynie. Jednocześnie, reprezentacja ta stała się najbardziej utytułowaną pod względem zdobytych medali drużynowych mistrzostw świata w lotach narciarskich. Ponadto, drugi w historii medal drużynowy w lotach zdobyli Niemcy, natomiast pierwszy – Słoweńcy.

## Medaliści

### Konkurs indywidualny na skoczni HS 225 (25.02.2012)
| Medal | Imię i nazwisko | Skok 1                                 | Skok 2                                   | Noty za styl A • B • C • D • E                                    | Nota łączna | Strata   |
| ----- | --------------- | -------------------------------------- | ---------------------------------------- | ----------------------------------------------------------------- | ----------- | -------- |
|       | Robert Kranjec  | 217,5 m 211,3 pkt belka: 7 wiatr: 1,33 | 244,0 m 197,4 pkt belka: 15 wiatr: -0,31 | 18,5 • 19,0 • 19,5 • 18,5 • 18,5 16,0 • 17,0 • 16,0 • 16,5 • 15,0 | 408,7 pkt   | –        |
|       | Rune Velta      | 217,5 m 215,2 pkt belka: 7 wiatr: 1,03 | 234,5 m 190,5 pkt belka: 15 wiatr: -0,42 | 19,0 • 18,5 • 18,5 • 18,5 • 18,5 17,0 • 17,5 • 17,0 • 17,5 • 16,5 | 405,7 pkt   | 3,0 pkt  |
|       | Martin Koch     | 218,0 m 212,5 pkt belka: 7 wiatr: 1,15 | 243,0 m 173,7 pkt belka: 15 wiatr: -0,28 | 18,0 • 18,5 • 18,0 • 18,0 • 18,0 9,5 • 8,5 • 9,5 • 8,5 • 8,5      | 386,2 pkt   | 22,5 pkt |

### Konkurs drużynowy na skoczni HS 225 (26.02.2012)
| Medal                 | Reprezentacja | Imię i nazwisko                          | Skok 1                                   | Skok 2                                                            | Noty za styl A • B • C • D • E                                    | Nota łączna zawodnika | Nota łączna drużyny | Strata   |
| --------------------- | ------------- | ---------------------------------------- | ---------------------------------------- | ----------------------------------------------------------------- | ----------------------------------------------------------------- | --------------------- | ------------------- | -------- |
|                       | Austria       | Thomas Morgenstern                       | 224,5 m 216,8 pkt belka: 14 wiatr: -0,20 | 225,5 m 214,4 pkt belka: 13 wiatr: 0,05                           | 19,5 • 19,5 • 19,5 • 19,5 • 19,5 19,5 • 19,5 • 20,0 • 19,5 • 19,5 | 431,2 pkt             | 1648,4 pkt          | –        |
| Andreas Kofler        | Austria       | 212,5 m 208,2 pkt belka: 12 wiatr: -0,23 | 210,5 m 201,6 pkt belka: 10 wiatr: 0,51  | 18,5 • 19,5 • 19,0 • 19,0 • 19,0 19,0 • 18,5 • 19,0 • 19,0 • 18,5 | 409,8 pkt                                                         |                       | 1648,4 pkt          | –        |
| Gregor Schlierenzauer | Austria       | 217,0 m 207,7 pkt belka: 12 wiatr: -0,30 | 190,5 m 178,4 pkt belka: 8 wiatr: 0,28   | 19,0 • 19,0 • 19,0 • 18,0 • 19,0 18,5 • 18,0 • 18,0 • 17,5 • 18,0 | 386,1 pkt                                                         |                       | 1648,4 pkt          | –        |
| Martin Koch           | Austria       | 217,5 m 214,6 pkt belka: 9 wiatr: -0,36  | 218,0 m 206,7 pkt belka: 8 wiatr: -0,25  | 18,5 • 18,5 • 18,5 • 18,0 • 18,5 19,0 • 18,5 • 18,5 • 18,5 • 18,5 | 421,3 pkt                                                         |                       | 1648,4 pkt          | –        |
|                       | Niemcy        | Andreas Wank                             | 211,0 m 199,5 pkt belka: 14 wiatr: -0,40 | 214,0 m 200,3 pkt belka: 13 wiatr: -0,14                          | 18,0 • 18,5 • 18,5 • 18,0 • 18,0 18,5 • 18,5 • 19,0 • 18,5 • 18,5 | 399,8 pkt             | 1625,2 pkt          | 23,2 pkt |
| Richard Freitag       | Niemcy        | 223,5 m 226,2 pkt belka: 12 wiatr: -0,49 | 230,0 m 226,0 pkt belka: 10 wiatr: 0,44  | 19,5 • 19,5 • 19,0 • 19,0 • 19,5 19,0 • 19,0 • 19,5 • 18,5 • 18,5 | 452,2 pkt                                                         |                       | 1625,2 pkt          | 23,2 pkt |
| Maximilian Mechler    | Niemcy        | 199,5 m 184,4 pkt belka: 12 wiatr: -0,31 | 208,0 m 176,1 pkt belka: 10 wiatr: 0,94  | 18,5 • 18,0 • 18,5 • 18,0 • 18,0 18,0 • 18,0 • 18,0 • 18,0 • 18,0 | 360,5 pkt                                                         |                       | 1625,2 pkt          | 23,2 pkt |
| Severin Freund        | Niemcy        | 212,0 m 209,2 pkt belka: 9 wiatr: -0,34  | 213,5 m 203,5 pkt belka: 8 wiatr: -0,30  | 18,5• 19,0 • 19,0 • 19,0 • 19,0 • 19,0 • 19,0 • 19,0 • 19,0       | 412,7 pkt                                                         |                       | 1625,2 pkt          | 23,2 pkt |
|                       | Słowenia      | Jernej Damjan                            | 202,0 m 187,7 pkt belka: 14 wiatr: -0,30 | 211,0 m 197,7 pkt belka: 13 wiatr: -0,19                          | 18,0 • 18,5 • 18,5 • 18,0 • 18,5 18,5 • 18,5 • 18,5 • 19,0 • 19,0 | 385,6 pkt             | 1580,4 pkt          | 68,0 pkt |
| Jurij Tepeš           | Słowenia      | 202,0 m 196,5 pkt belka: 12 wiatr: -0,43 | 217,5 m 213,4 pkt belka: 10 wiatr: 0,34  | 18,5 • 18,5 • 18,5 • 18,0 • 18,0 19,5 • 19,5 • 19,0 • 19,0 • 19,0 | 409,9 pkt                                                         |                       | 1580,4 pkt          | 68,0 pkt |
| Jure Šinkovec         | Słowenia      | 199,5 m 181,9 pkt belka: 12 wiatr: -0,21 | 208,0 m 179,6 pkt belka: 10 wiatr: 0,73  | 18,0 • 18,0 • 18,0 • 17,5 • 17,5 18,5 • 18,5 • 18,0 • 18,0 • 18,0 | 361,5 pkt                                                         |                       | 1580,4 pkt          | 68,0 pkt |
| Robert Kranjec        | Słowenia      | 235,5 m 235,9 pkt belka: 9 wiatr: -0,13  | 205,0 m 187,5 pkt belka: 8 wiatr: -0,07  | 19,5 • 19,5 • 19,5 • 19,5 • 19,0 18,5 • 18,5 • 18,0 • 18,0 • 18,0 | 423,4 pkt                                                         |                       | 1580,4 pkt          | 68,0 pkt |

### Klasyfikacja medalowa
| Miejsce | Państwo  | Złoto | Srebro | Brąz | Razem |
| ------- | -------- | ----- | ------ | ---- | ----- |
| 1.      | Austria  | 1     | –      | 1    | 2     |
| 1.      | Słowenia | 1     | –      | 1    | 2     |
| 3.      | Niemcy   | –     | 1      | –    | 1     |
| 3.      | Norwegia | –     | 1      | –    | 1     |

## Wyniki

### Kwalifikacje do konkursu indywidualnego na skoczni HS 225 (23.02.2012)
| M   | Zawodnik                 | Reprezentacja | Skok  | Belka | Wiatr | Wynik punktowy | Kwalifikacja |
| --- | ------------------------ | ------------- | ----- | ----- | ----- | -------------- | ------------ |
| 1.  | Andreas Kofler           | Austria       | 221,0 | 17    | -1,32 | 220,3          | Q            |
| 2.  | Rune Velta               | Norwegia      | 221,5 | 17    | -1,06 | 216,2          | Q            |
| 3.  | Anders Fannemel          | Norwegia      | 211,0 | 16    | -0,60 | 202,8          | Q            |
| 4.  | Lukáš Hlava              | Czechy        | 198,5 | 16    | -1,25 | 196,2          | Q            |
| 5.  | Janne Happonen           | Finlandia     | 202,5 | 16    | -0,73 | 192,5          | Q            |
| 6.  | Vincent Descombes Sevoie | Francja       | 222,5 | 19    | -0,18 | 190,4          | Q            |
| 7.  | Taku Takeuchi            | Japonia       | 193,5 | 17    | -1,66 | 188,7          | Q            |
| 8.  | Jakub Janda              | Czechy        | 199,0 | 16    | -0,41 | 185,7          | Q            |
| 9.  | Bjørn Einar Romøren      | Norwegia      | 191,0 | 16    | -0,87 | 177,2          | Q            |
| 10. | Maximilian Mechler       | Niemcy        | 186,0 | 16    | -1,05 | 174,8          | Q            |
| 11. | Richard Freitag          | Niemcy        | 178,5 | 17    | -1,74 | 169,4          | Q            |
| 12. | Jurij Tepeš              | Słowenia      | 177,5 | 16    | -1,16 | 167,2          | Q            |
| 13. | Andrea Morassi           | Włochy        | 182,0 | 18    | -1,63 | 166,6          | Q            |
| 14. | Olli Muotka              | Finlandia     | 179,0 | 16    | -0,95 | 165,0          | Q            |
| 15. | Krzysztof Miętus         | Polska        | 194,5 | 19    | -0,45 | 159,2          | Q            |
| 16. | Shōhei Tochimoto         | Japonia       | 179,5 | 18    | -1,22 | 156,2          | Q            |
| 17. | Anssi Koivuranta         | Finlandia     | 184,5 | 19    | -1,26 | 155,3          | Q            |
| 18. | Dienis Korniłow          | Rosja         | 171,0 | 16    | -0,88 | 154,9          | Q            |
| 19. | Andreas Wank             | Niemcy        | 164,0 | 16    | -1,29 | 150,9          | Q            |
| 20. | Piotr Żyła               | Polska        | 164,5 | 16    | -1,21 | 150,8          | Q            |
| 21. | Sebastian Colloredo      | Włochy        | 174,5 | 18    | -1,26 | 150,2          | Q            |
| 22. | Dmitrij Wasiljew         | Rosja         | 168,0 | 18    | -1,42 | 145,2          | Q            |
| 23. | Yūta Watase              | Japonia       | 156,5 | 16    | -1,25 | 141,3          | Q            |
| 24. | Anton Kaliniczenko       | Rosja         | 172,5 | 18    | -0,73 | 140,2          | Q            |
| 25. | Mackenzie Boyd-Clowes    | Kanada        | 170,0 | 18    | -0,84 | 137,8          | Q            |
| 26. | Jure Šinkovec            | Słowenia      | 156,5 | 16    | -1,07 | 137,7          | Q            |
| 27. | Kaarel Nurmsalu          | Estonia       | 168,5 | 18    | -0,84 | 136,5          | Q            |
| 28. | Maciej Kot               | Polska        | 158,0 | 18    | -1,71 | 135,4          | Q            |
| 29. | Jan Matura               | Czechy        | 167,0 | 18    | -0,77 | 133,2          | Q            |
| 30. | Matti Hautamäki          | Finlandia     | 164,5 | 18    | -0,89 | 132,9          | Q            |
| 31. | Jernej Damjan            | Słowenia      | 152,0 | 16    | -1,03 | 132,2          | nq           |
| 32. | Emmanuel Chedal          | Francja       | 157,5 | 18    | -1,47 | 131,9          | nq           |
| 33. | Davide Bresadola         | Włochy        | 148,0 | 16    | -1,12 | 127,2          | nq           |
| 34. | Dmitrij Ipatow           | Rosja         | 154,5 | 18    | -0,92 | 118,8          | nq           |
| 35. | Aleksiej Pczelincew      | Kazachstan    | 152,5 | 18    | -0,80 | 110,2          | nq           |
| 36. | Aleksiej Korolow         | Kazachstan    | 128,0 | 16    | -0,63 | 95,2           | nq           |
| 37. | Nikołaj Karpienko        | Kazachstan    | 124,0 | 16    | -0,78 | 88,0           | nq           |
| 38. | Carl Nordin              | Szwecja       | 117,0 | 16    | -1,38 | 87,3           | nq           |
| 39. | Radik Żaparow            | Kazachstan    | 127,5 | 18    | -0,74 | 77,9           | nq           |
| –   | Gregor Schlierenzauer    | Austria       | 165,5 | 16    | -2,08 | –              | pq           |
| –   | Severin Freund           | Niemcy        | 184,0 | 16    | -2,17 | –              | pq           |
| –   | Roman Koudelka           | Czechy        | 169,5 | 16    | -1,67 | –              | pq           |
| –   | Simon Ammann             | Szwajcaria    | 204,0 | 16    | -1,68 | –              | pq           |
| –   | Kamil Stoch              | Polska        | 153,0 | 16    | -1,86 | –              | pq           |
| –   | Martin Koch              | Austria       | DNS   | DNS   | DNS   | –              | pq           |
| –   | Thomas Morgenstern       | Austria       | DNS   | DNS   | DNS   | –              | pq           |
| –   | Anders Bardal            | Norwegia      | 166,0 | 16    | -2,15 | –              | pq           |
| –   | Robert Kranjec           | Słowenia      | 200,0 | 18    | -2,27 | –              | pq           |
| –   | Daiki Itō                | Japonia       | 196,5 | 18    | -2,12 | –              | pq           |

Legenda:
pq – zawodnik z zapewnioną kwalifikacją dzięki pozycji w pierwszej „10” klasyfikacji Pucharu Świata w lotach narciarskich
Q – zawodnik zakwalifikował się do konkursu głównego
nq – zawodnik odpadł w kwalifikacjach
DNS – zawodnik nie wystartował

### Konkurs indywidualny na skoczni HS 225 (25.02.2012)
| M   | Zawodnik                 | Reprezentacja | Seria 1 | Seria 1 | Seria 1 | Seria 1 | Seria 2 | Seria 2 | Seria 2 | Seria 2 | Wynik punktowy |
| M   | Zawodnik                 | Reprezentacja | Skok    | Belka   | Wiatr   | Nota    | Skok    | Belka   | Wiatr   | Nota    | Wynik punktowy |
| --- | ------------------------ | ------------- | ------- | ------- | ------- | ------- | ------- | ------- | ------- | ------- | -------------- |
| 1.  | Robert Kranjec           | Słowenia      | 217,5   | 7       | 1,33    | 211,3   | 244,0   | 15      | -0,31   | 197,4   | 408,7          |
| 2.  | Rune Velta               | Norwegia      | 217,5   | 7       | 1,03    | 215,2   | 234,5   | 15      | -0,42   | 190,5   | 405,7          |
| 3.  | Martin Koch              | Austria       | 218,0   | 7       | 1,15    | 212,5   | 243,0   | 15      | -0,28   | 173,7   | 386,2          |
| 4.  | Severin Freund           | Niemcy        | 210,5   | 7       | 1,53    | 199,6   | 208,5   | 15      | -1,09   | 173,0   | 372,6          |
| 5.  | Daiki Itō                | Japonia       | 206,0   | 7       | 2,22    | 184,2   | 219,0   | 15      | -0,67   | 181,0   | 365,2          |
| 6.  | Andreas Kofler           | Austria       | 228,0   | 9       | 2,04    | 191,5   | 216,0   | 15      | -0,34   | 172,7   | 364,2          |
| 7.  | Anders Bardal            | Norwegia      | 212,0   | 7       | 1,52    | 202,5   | 213,5   | 15      | -0,45   | 157,8   | 360,3          |
| 8.  | Thomas Morgenstern       | Austria       | 199,5   | 7       | 1,51    | 186,7   | 212,5   | 15      | -0,62   | 173,5   | 360,2          |
| 9.  | Richard Freitag          | Niemcy        | 210,0   | 7       | 1,97    | 190,6   | 212,0   | 15      | -0,57   | 165,7   | 356,3          |
| 10. | Kamil Stoch              | Polska        | 191,0   | 7       | 0,64    | 187,0   | 211,5   | 15      | -0,42   | 166,9   | 353,9          |
| 11. | Roman Koudelka           | Czechy        | 189,5   | 7       | 1,22    | 174,8   | 210,0   | 14      | -0,04   | 167,6   | 342,4          |
| 12. | Jurij Tepeš              | Słowenia      | 235,5   | 13      | 1,66    | 188,4   | 198,0   | 15      | -0,69   | 153,6   | 342,0          |
| 13. | Anders Fannemel          | Norwegia      | 244,5   | 11      | 1,53    | 207,4   | 179,5   | 15      | -0,56   | 122,1   | 329,5          |
| 14. | Simon Ammann             | Szwajcaria    | 203,0   | 7       | 1,09    | 196,9   | 180,0   | 15      | -1,03   | 131,9   | 328,8          |
| 15. | Janne Happonen           | Finlandia     | 215,0   | 9       | 2,10    | 181,6   | 194,5   | 15      | -0,70   | 146,6   | 328,2          |
| 16. | Lukáš Hlava              | Czechy        | 204,0   | 9       | 1,38    | 178,7   | 194,5   | 15      | -0,51   | 146,3   | 325,0          |
| 17. | Andreas Wank             | Niemcy        | 189,5   | 9       | 1,55    | 157,4   | 197,5   | 10      | 1,00    | 162,6   | 320,0          |
| 18. | Gregor Schlierenzauer    | Austria       | 206,5   | 7       | 1,37    | 196,6   | 174,5   | 15      | -0,86   | 120,9   | 317,5          |
| 19. | Andrea Morassi           | Włochy        | 205,5   | 14      | 0,98    | 151,8   | 200,5   | 10      | 1,68    | 155,4   | 307,2          |
| 20. | Vincent Descombes Sevoie | Francja       | 212,5   | 14      | 0,92    | 162,1   | 184,5   | 10      | 1,12    | 143,2   | 305,3          |
| 21. | Jakub Janda              | Czechy        | 218,0   | 14      | 1,36    | 164,3   | 173,5   | 10      | 0,61    | 139,4   | 303,7          |
| 22. | Dienis Korniłow          | Rosja         | 212,5   | 13      | 1,63    | 155,7   | 190,5   | 10      | 1,47    | 145,9   | 301,6          |
| 23. | Maximilian Mechler       | Niemcy        | 204,5   | 11      | 1,82    | 157,7   | 191,5   | 10      | 1,64    | 143,7   | 301,4          |
| 24. | Anssi Koivuranta         | Finlandia     | 209,0   | 14      | 1,16    | 153,9   | 194,5   | 10      | 1,71    | 146,8   | 300,7          |
| 25. | Yūta Watase              | Japonia       | 216,5   | 11      | 2,01    | 172,4   | 177,5   | 14      | -0,27   | 127,4   | 299,8          |
| 26. | Jure Šinkovec            | Słowenia      | 215,0   | 11      | 2,25    | 166,1   | 169,5   | 12      | 0,74    | 114,4   | 280,5          |
| 26. | Matti Hautamäki          | Finlandia     | 212,5   | 11      | 2,02    | 165,9   | 166,0   | 10      | 1,43    | 114,6   | 280,5          |
| 28. | Jan Matura               | Czechy        | 208,0   | 11      | 1,84    | 163,1   | 157,0   | 10      | 0,82    | 113,1   | 276,2          |
| 29. | Bjørn Einar Romøren      | Norwegia      | 199,5   | 11      | 0,85    | 167,2   | 158,5   | 12      | 0,41    | 104,0   | 271,2          |
| 30. | Olli Muotka              | Finlandia     | 200,0   | 11      | 1,40    | 156,8   | 136,5   | 10      | 1,53    | 70,3    | 227,1          |
| 31. | Taku Takeuchi            | Japonia       | 171,5   | 7       | 1,29    | 148,2   | nq      | nq      | nq      | nq      | 148,2          |
| 32. | Sebastian Colloredo      | Włochy        | 191,5   | 11      | 1,53    | 147,3   | nq      | nq      | nq      | nq      | 147,3          |
| 33. | Piotr Żyła               | Polska        | 168,0   | 9       | 1,15    | 133,8   | nq      | nq      | nq      | nq      | 133,8          |
| 34. | Dmitrij Wasiljew         | Rosja         | 186,0   | 14      | 0,70    | 130,4   | nq      | nq      | nq      | nq      | 130,4          |
| 35. | Krzysztof Miętus         | Polska        | 174,5   | 14      | 0,99    | 110,9   | nq      | nq      | nq      | nq      | 110,9          |
| 36. | Mackenzie Boyd-Clowes    | Kanada        | 160,5   | 11      | 1,07    | 107,7   | nq      | nq      | nq      | nq      | 107,7          |
| 37. | Kaarel Nurmsalu          | Estonia       | 142,5   | 11      | 0,79    | 92,6    | nq      | nq      | nq      | nq      | 92,6           |
| 38. | Maciej Kot               | Polska        | 159,5   | 14      | 1,08    | 90,1    | nq      | nq      | nq      | nq      | 90,1           |
| 39. | Shōhei Tochimoto         | Japonia       | 126,0   | 11      | 0,79    | 68,8    | nq      | nq      | nq      | nq      | 68,8           |
| 40. | Anton Kaliniczenko       | Rosja         | 132,0   | 11      | 1,31    | 68,5    | nq      | nq      | nq      | nq      | 68,5           |

### Konkurs drużynowy na skoczni HS 225 (26.02.2012)
| M   | Reprezentacja | Zawodnik              | Seria 1 | Seria 1 | Seria 1 | Seria 1 | Seria 2 | Seria 2 | Seria 2 | Seria 2 | Nota zespołu |
| M   | Reprezentacja | Zawodnik              | Skok    | Belka   | Wiatr   | Nota    | Skok    | Belka   | Wiatr   | Nota    | Nota zespołu |
| --- | ------------- | --------------------- | ------- | ------- | ------- | ------- | ------- | ------- | ------- | ------- | ------------ |
| 1.  | Austria       | Thomas Morgenstern    | 224,5   | 14      | -0,20   | 216,8   | 225,5   | 13      | 0,05    | 214,4   | 1648,4       |
| 1.  | Austria       | Andreas Kofler        | 212,5   | 12      | -0,23   | 208,2   | 210,5   | 10      | 0,51    | 201,6   | 1648,4       |
| 1.  | Austria       | Gregor Schlierenzauer | 217,0   | 12      | -0,30   | 207,7   | 190,5   | 8       | 0,28    | 178,4   | 1648,4       |
| 1.  | Austria       | Martin Koch           | 217,5   | 9       | -0,36   | 214,6   | 218,0   | 8       | -0,25   | 206,7   | 1648,4       |
| 2.  | Niemcy        | Andreas Wank          | 211,0   | 14      | -0,40   | 199,5   | 214,0   | 13      | -0,14   | 200,3   | 1625,2       |
| 2.  | Niemcy        | Richard Freitag       | 223,5   | 12      | -0,49   | 226,2   | 230,0   | 10      | 0,44    | 226,0   | 1625,2       |
| 2.  | Niemcy        | Maximilian Mechler    | 199,5   | 12      | -0,31   | 184,4   | 208,0   | 10      | 0,94    | 176,1   | 1625,2       |
| 2.  | Niemcy        | Severin Freund        | 212,0   | 9       | -0,34   | 209,2   | 213,5   | 8       | -0,30   | 203,5   | 1625,2       |
| 3.  | Słowenia      | Jernej Damjan         | 202,0   | 14      | -0,30   | 187,7   | 211,0   | 13      | -0,19   | 197,9   | 1580,4       |
| 3.  | Słowenia      | Jurij Tepeš           | 202,0   | 12      | -0,43   | 196,5   | 217,5   | 10      | 0,34    | 213,4   | 1580,4       |
| 3.  | Słowenia      | Jure Šinkovec         | 199,5   | 12      | -0,21   | 181,9   | 208,0   | 10      | 0,73    | 179,6   | 1580,4       |
| 3.  | Słowenia      | Robert Kranjec        | 235,5   | 9       | -0,13   | 235,9   | 205,0   | 8       | -0,07   | 187,5   | 1580,4       |
| 4.  | Norwegia      | Bjørn Einar Romøren   | 196,0   | 14      | -0,40   | 182,5   | 172,5   | 13      | -0,14   | 148,0   | 1542,2       |
| 4.  | Norwegia      | Anders Fannemel       | 206,5   | 12      | -0,35   | 201,2   | 199,0   | 10      | 0,29    | 189,4   | 1542,2       |
| 4.  | Norwegia      | Rune Velta            | 229,0   | 12      | -0,31   | 223,3   | 243,0   | 10      | 0,81    | 215,9   | 1542,2       |
| 4.  | Norwegia      | Anders Bardal         | 194,5   | 9       | -0,35   | 186,3   | 211,0   | 8       | 0,04    | 195,6   | 1542,2       |
| 5.  | Japonia       | Yūta Watase           | 212,0   | 14      | -0,02   | 196,7   | 197,0   | 13      | -0,06   | 177,3   | 1472,9       |
| 5.  | Japonia       | Shōhei Tochimoto      | 173,0   | 12      | -0,48   | 157,9   | 181,0   | 10      | 0,31    | 164,5   | 1472,9       |
| 5.  | Japonia       | Taku Takeuchi         | 200,5   | 12      | -0,23   | 183,9   | 182,5   | 10      | 0,34    | 153,1   | 1472,9       |
| 5.  | Japonia       | Daiki Itō             | 240,0   | 10      | -0,17   | 233,4   | 215,5   | 8       | -0,31   | 206,1   | 1472,9       |
| 6.  | Czechy        | Jakub Janda           | 208,0   | 14      | -0,07   | 191,6   | 202,0   | 13      | 0,04    | 183,3   | 1452,1       |
| 6.  | Czechy        | Jan Matura            | 168,0   | 12      | -0,44   | 150,8   | 192,5   | 10      | 0,48    | 177,9   | 1452,1       |
| 6.  | Czechy        | Roman Koudelka        | 224,5   | 12      | -0,20   | 215,3   | 226,5   | 10      | 0,45    | 208,8   | 1452,1       |
| 6.  | Czechy        | Lukáš Hlava           | 201,0   | 10      | -0,19   | 185,4   | 164,5   | 8       | -0,32   | 139,0   | 1452,1       |
| 7.  | Polska        | Maciej Kot            | 174,0   | 14      | 0,00    | 144,8   | 178,5   | 13      | -0,28   | 155,2   | 1444,5       |
| 7.  | Polska        | Piotr Żyła            | 223,5   | 13      | -0,10   | 209,6   | 232,5   | 12      | 0,41    | 215,1   | 1444,5       |
| 7.  | Polska        | Krzysztof Miętus      | 190,5   | 12      | -0,26   | 170,8   | 202,0   | 10      | 0,34    | 177,0   | 1444,5       |
| 7.  | Polska        | Kamil Stoch           | 208,0   | 10      | -0,12   | 192,3   | 196,5   | 8       | -0,27   | 179,7   | 1444,5       |
| 8.  | Finlandia     | Janne Happonen        | 208,0   | 14      | -0,17   | 192,0   | 202,5   | 13      | -0,13   | 184,9   | 1421,7       |
| 8.  | Finlandia     | Olli Muotka           | 220,5   | 13      | -0,19   | 206,3   | 219,0   | 12      | 0,27    | 199,9   | 1421,7       |
| 8.  | Finlandia     | Matti Hautamäki       | 207,5   | 12      | -0,22   | 193,7   | 176,5   | 10      | 0,34    | 142,4   | 1421,7       |
| 8.  | Finlandia     | Anssi Koivuranta      | 185,0   | 10      | -0,15   | 161,2   | 168,5   | 8       | -0,18   | 141,3   | 1421,7       |
| 9.  | Rosja         | Dienis Korniłow       | 207,0   | 14      | 0,00    | 188,4   | nq      | nq      | nq      | nq      | 459,0        |
| 9.  | Rosja         | Dmitrij Ipatow        | DSQ     | DSQ     | DSQ     | DSQ     | nq      | nq      | nq      | nq      | 459,0        |
| 9.  | Rosja         | Anton Kaliniczenko    | 151,5   | 12      | -0,12   | 117,5   | nq      | nq      | nq      | nq      | 459,0        |
| 9.  | Rosja         | Dmitrij Wasiljew      | 179,5   | 10      | -0,05   | 153,1   | nq      | nq      | nq      | nq      | 459,0        |
| 10. | Kazachstan    | Aleksiej Korolow      | 136,0   | 14      | -0,16   | 98,5    | nq      | nq      | nq      | nq      | 342,9        |
| 10. | Kazachstan    | Aleksiej Pczelincew   | 150,0   | 13      | 0,01    | 113,9   | nq      | nq      | nq      | nq      | 342,9        |
| 10. | Kazachstan    | Jewgienij Lowkin      | 115,0   | 12      | -0,24   | 68,0    | nq      | nq      | nq      | nq      | 342,9        |
| 10. | Kazachstan    | Radik Żaparow         | 113,5   | 10      | -0,02   | 62,5    | nq      | nq      | nq      | nq      | 342,9        |

## Składy reprezentacji
Poniżej znajduje się zestawienie wszystkich szesnastu reprezentacji, które zgłosiły się do mistrzostw świata w Vikersund. Mimo wcześniejszego powołania do składu reprezentacji, do startu w żadnej konkurencji nie zostali wytypowani: David Zauner, Antonín Hájek, Junshirō Kobayashi, Michael Neumayer, Tom Hilde, Stefan Hula, Aleksandr Sardyko i Dejan Judež.
| Zawodnik                 | Data urodzenia       | Miejsca na MŚ 2010 | Miejsca na MŚ 2010 | Miejsca na MŚ 2012 | Miejsca na MŚ 2012 | Źródło  |
| Zawodnik                 | Data urodzenia       | indywidualnie      | drużynowo          | indywidualnie      | drużynowo          | Źródło  |
| ------------------------ | -------------------- | ------------------ | ------------------ | ------------------ | ------------------ | ------- |
| Austria (5)              |                      |                    |                    |                    |                    |         |
| Martin Koch              | 22 stycznia 1982     | 10.                | 1                  | 3                  | 1                  | [ 43 ]  |
| Andreas Kofler           | 17 maja 1984         | –                  | –                  | 6                  | 1                  | [ 44 ]  |
| Thomas Morgenstern       | 30 października 1986 | 7                  | 1                  | 8                  | 1                  | [ 45 ]  |
| Gregor Schlierenzauer    | 7 stycznia 1990      | 2                  | 1                  | 18                 | 1                  | [ 46 ]  |
| David Zauner             | 9 maja 1985          | 13                 | –                  | –                  | –                  | [ 47 ]  |
| Czechy (5)               |                      |                    |                    |                    |                    |         |
| Antonín Hájek            | 12 lutego 1987       | 8                  | 5                  | –                  | –                  | [ 49 ]  |
| Lukáš Hlava              | 10 września 1984     | 31                 | 5                  | 16                 | 6                  | [ 50 ]  |
| Jakub Janda              | 27 kwietnia 1978     | –                  | –                  | 21                 | 6                  | [ 51 ]  |
| Roman Koudelka           | 9 lipca 1989         | –                  | –                  | 11                 | 6                  | [ 52 ]  |
| Jan Matura               | 29 stycznia 1980     | 35                 | 5                  | 28                 | 6                  | [ 53 ]  |
| Estonia (1)              |                      |                    |                    |                    |                    |         |
| Kaarel Nurmsalu          | 30 kwietnia 1991     | –                  | –                  | 37                 | –                  | [ 55 ]  |
| Finlandia (4)            |                      |                    |                    |                    |                    |         |
| Janne Happonen           | 18 czerwca 1984      | 15                 | 3                  | 15                 | 8                  | [ 57 ]  |
| Matti Hautamäki          | 14 lipca 1981        | 17                 | 3                  | 26                 | 8                  | [ 58 ]  |
| Anssi Koivuranta         | 3 lipca 1988         | –                  | –                  | 24                 | 8                  | [ 59 ]  |
| Olli Muotka              | 14 lipca 1988        | –                  | 3                  | 30.                | 8                  | [ 60 ]  |
| Francja (2)              |                      |                    |                    |                    |                    |         |
| Emmanuel Chedal          | 15 stycznia 1983     | 14                 | –                  | q                  | –                  | [ 61 ]  |
| Vincent Descombes Sevoie | 9 stycznia 1984      | 37                 | –                  | 20.                | –                  | [ 62 ]  |
| Japonia (5)              |                      |                    |                    |                    |                    |         |
| Daiki Itō                | 27 grudnia 1985      | 20.                | –                  | 5                  | 5                  | [ 63 ]  |
| Junshirō Kobayashi       | 11 czerwca 1991      | –                  | –                  | –                  | –                  | [ 64 ]  |
| Taku Takeuchi            | 20 maja 1987         | 34                 | –                  | 31                 | 5                  | [ 65 ]  |
| Shōhei Tochimoto         | 21 grudnia 1989      | –                  | –                  | 39                 | 5                  | [ 66 ]  |
| Yūta Watase              | 8 sierpnia 1982      | –                  | –                  | 25                 | 5                  | [ 67 ]  |
| Kanada (1)               |                      |                    |                    |                    |                    |         |
| Mackenzie Boyd-Clowes    | 13 lipca 1991        | –                  | –                  | 36                 | –                  | [ 68 ]  |
| Kazachstan (5)           |                      |                    |                    |                    |                    |         |
| Nikołaj Karpienko        | 10 sierpnia 1981     | q                  | –                  | q                  | –                  | [ 70 ]  |
| Aleksiej Korolow         | 20 czerwca 1987      | q                  | –                  | q                  | 10.                | [ 71 ]  |
| Jewgienij Lowkin         | 14 października 1992 | –                  | –                  | –                  | 10.                | [ 72 ]  |
| Aleksiej Pczelincew      | 18 kwietnia 1991     | –                  | –                  | q                  | 10.                | [ 73 ]  |
| Radik Żaparow            | 29 lutego 1984       | –                  | –                  | q                  | 10.                | [ 74 ]  |
| Niemcy (5)               |                      |                    |                    |                    |                    |         |
| Richard Freitag          | 14 sierpnia 1991     | 28                 | 7                  | 9                  | 2                  | [ 76 ]  |
| Severin Freund           | 11 maja 1988         | –                  | –                  | 4                  | 2                  | [ 77 ]  |
| Maximilian Mechler       | 3 stycznia 1984      | –                  | –                  | 23                 | 2                  | [ 78 ]  |
| Michael Neumayer         | 15 stycznia 1979     | 22                 | 7                  | –                  | –                  | [ 79 ]  |
| Andreas Wank             | 18 lutego 1988       | –                  | –                  | 17                 | 2                  | [ 80 ]  |
| Norwegia (5)             |                      |                    |                    |                    |                    |         |
| Anders Bardal            | 24 sierpnia 1982     | –                  | 2                  | 7                  | 4                  | [ 82 ]  |
| Anders Fannemel          | 13 maja 1991         | –                  | –                  | 13                 | 4                  | [ 83 ]  |
| Tom Hilde                | 22 września 1987     | 29                 | –                  | –                  | –                  | [ 84 ]  |
| Bjørn Einar Romøren      | 1 kwietnia 1981      | 9                  | 2                  | 29                 | 4                  | [ 85 ]  |
| Rune Velta               | 19 lipca 1989        | –                  | –                  | 2                  | 4                  | [ 86 ]  |
| Polska (5)               |                      |                    |                    |                    |                    |         |
| Stefan Hula              | 29 września 1986     | –                  | 4                  | –                  | –                  | [ 88 ]  |
| Maciej Kot               | 9 czerwca 1991       | –                  | –                  | 38                 | 7                  | [ 89 ]  |
| Krzysztof Miętus         | 8 marca 1991         | –                  | –                  | 35                 | 7                  | [ 90 ]  |
| Kamil Stoch              | 25 maja 1987         | 16                 | 4                  | 10.                | 7                  | [ 91 ]  |
| Piotr Żyła               | 16 stycznia 1987     | –                  | –                  | 33                 | 7                  | [ 92 ]  |
| Rosja (5)                |                      |                    |                    |                    |                    |         |
| Dmitrij Ipatow           | 30 czerwca 1984      | –                  | –                  | q                  | 9                  | [ 93 ]  |
| Anton Kaliniczenko       | 22 lipca 1982        | –                  | –                  | 40.                | 9                  | [ 94 ]  |
| Dienis Korniłow          | 17 sierpnia 1986     | –                  | –                  | 22                 | 9                  | [ 95 ]  |
| Aleksandr Sardyko        | 8 maja 1990          | –                  | –                  | –                  | –                  | [ 96 ]  |
| Dmitrij Wasiljew         | 26 grudnia 1979      | –                  | –                  | 34                 | 9                  | [ 97 ]  |
| Słowenia (5)             |                      |                    |                    |                    |                    |         |
| Jernej Damjan            | 28 maja 1983         | 25                 | 6                  | q                  | 3                  | [ 98 ]  |
| Dejan Judež              | 2 sierpnia 1990      | –                  | –                  | –                  | –                  | [ 99 ]  |
| Robert Kranjec           | 16 lipca 1981        | 5                  | 6                  | 1                  | 3                  | [ 100 ] |
| Jure Šinkovec            | 3 lipca 1985         | –                  | –                  | 26                 | 3                  | [ 101 ] |
| Jurij Tepeš              | 14 lutego 1989       | –                  | 6                  | 12                 | 3                  | [ 102 ] |
| Szwajcaria (1)           |                      |                    |                    |                    |                    |         |
| Simon Ammann             | 25 czerwca 1981      | 1                  | –                  | 14                 | –                  | [ 103 ] |
| Szwecja (1)              |                      |                    |                    |                    |                    |         |
| Carl Nordin              | 23 grudnia 1989      | –                  | –                  | q                  | –                  | [ 104 ] |
| Włochy (3)               |                      |                    |                    |                    |                    |         |
| Davide Bresadola         | 10 września 1988     | –                  | –                  | q                  | –                  | [ 105 ] |
| Sebastian Colloredo      | 9 września 1987      | 24                 | 8                  | 32                 | –                  | [ 106 ] |
| Andrea Morassi           | 30 sierpnia 1988     | 23                 | 8                  | 19                 | –                  | [ 107 ] |

## Rekordy życiowe

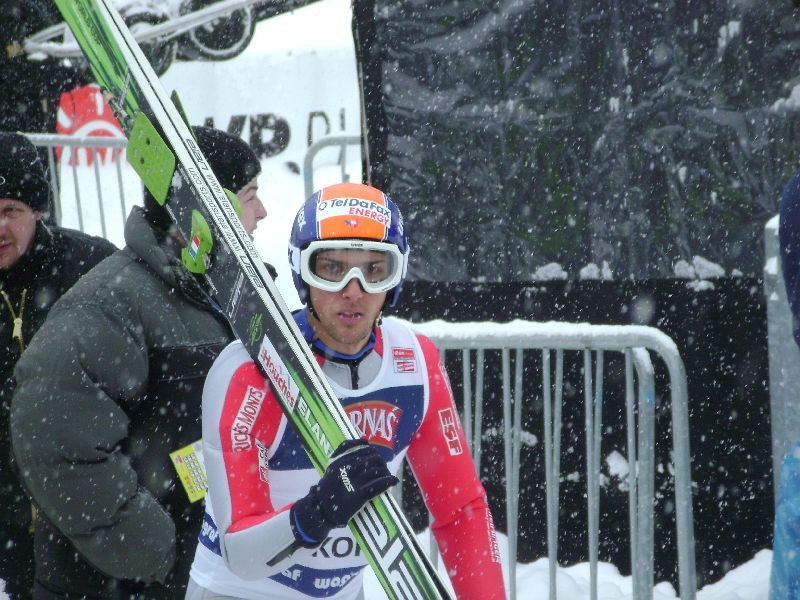
Vincent Descombes Sevoie – nowy rekordzista Francji w długości skoku narciarskiego.

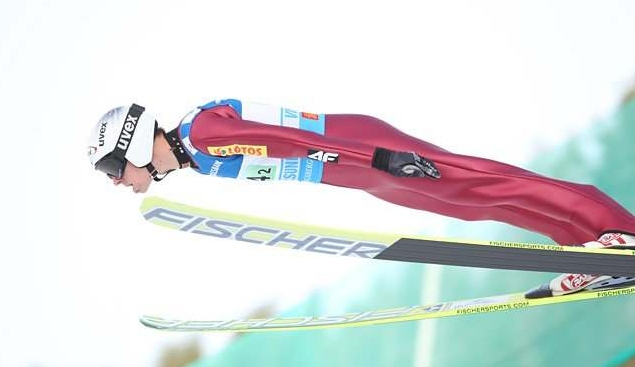
Piotr Żyła podczas oddawania skoku, którym ustanowił nowy rekord Polski.

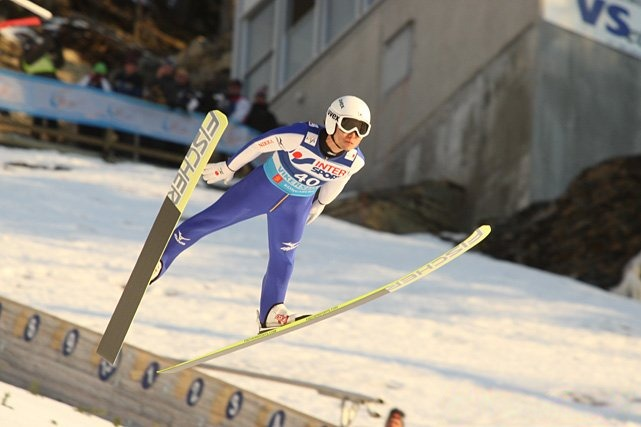
Daiki Itō – nowy rekordzista Japonii w długości skoku narciarskiego.

Podczas pierwszej serii treningowej przed kwalifikacjami rekordy życiowe poprawili dwaj skoczkowie: Andreas Kofler (222 m) i Mackenzie Boyd-Clowes (194 m). Boyd-Clowes ustanowił zarazem nowy rekord Kanady. W drugim treningu najlepsze w karierze rezultaty osiągnęli: Anders Fannemel (223,5 m), Jure Šinkovec (211 m), Krzysztof Miętus (210 m), Rune Velta (210 m) i Lukáš Hlava (208,5 m). W trakcie serii kwalifikacyjnej do zawodów indywidualnych rekordy życiowe poprawiło trzech zawodników: Vincent Descombes Sevoie (222,5 m, nowy rekord Francji), Rune Velta (221,5 m) oraz Anton Kaliniczenko (172,5 m).
W serii konkursowej, rozgrywanej 24 lutego i ostatecznie anulowanej, jedenastu zawodnikom udało się uzyskać najlepsze w dotychczasowej karierze odległości. Rekordy osiągnęli następujący skoczkowie: Rune Velta (234 m), Dienis Korniłow (232 m), Jurij Tepeš (230,5 m), Vincent Descombes Sevoie (225 m), Maximilian Mechler (222,5 m), Severin Freund (220,5 m), Roman Koudelka (217 m), Richard Freitag (214,5 m), Lukáš Hlava (211,5 m), Kaarel Nurmsalu (204 m) i Anton Kaliniczenko (189 m). Ponadto, rekord życiowy wyrównał Taku Takeuchi, który uzyskał 207,5 metra. Jednocześnie, trzech spośród wymienionych zawodników poprawiło rekordy swoich krajów: Nurmsalu – rekord Estonii, Sevoie – Francji, a Korniłow – Rosji.
W pierwszej serii zawodów indywidualnych najlepsze odległości w karierze osiągnęło siedmiu skoczków. Dokonali tego: Yūta Watase (216,5 m i jedenastoletni rekord poprawiony o 12 metrów), Jan Matura (208 m), Jakub Janda (218 m), Jurij Tepeš (235,5 m i nowy rekord Słowenii), Jure Šinkovec (215 m), Anders Fannemel (244,5 m) oraz Andreas Kofler (228 m). W drugiej serii rekordy życiowe poprawili dwaj zawodnicy – Robert Kranjec, który uzyskał 244 metry i poprawił rekord Słowenii, a także Rune Velta, który skoczył 234,5 metra. Skok dłuższy niż swój dotychczasowy rekord oddał Martin Koch, jednak go nie ustał.
W serii próbnej przed konkursem drużynowym pięciu zawodnikom udało się poprawić swoje rekordy życiowe. Byli to następujący skoczkowie: Daiki Itō (236,5 m i nowy rekord Japonii), Andreas Kofler (233 m), Severin Freund (224,5 m), Richard Freitag (218,5 m) oraz Piotr Żyła (213,5 m). W konkursie głównym sześciu zawodników osiągnęło najlepsze w karierze próby. W pierwszej serii udało się to 4 zawodnikom, nowe rekordy osiągnęli: Daiki Itō (240 m i nowy rekord Japonii), Roman Koudelka (224,5 m), Piotr Żyła (223,5 m), Richard Freitag (223,5 m) oraz Andreas Wank (211 m). W serii finałowej swój rekord poprawił Rune Velta, uzyskując 243 metry. Ponadto, czterej zawodnicy poprawili swoje rekordy z pierwszej serii konkursowej. Byli to: Piotr Żyła (232,5 m i nowy rekord Polski), Richard Freitag (230 m i nowy rekord Niemiec), Roman Koudelka (226,5 m) oraz Andreas Wank (214 m).
Poza uczestnikami mistrzostw świata, także siedemnastu norweskim przedskoczkom udało się osiągnąć najlepsze w karierze rezultaty. Skoki powyżej 200 metrów osiągnęli: Joachim Hauer (225 m), Fredrik Bjerkeengen (223 m), Sigmund Hagehaugen (215 m), Tord-Markusen Hammer (208 m), Eivind Hugås (206,5 m) oraz Sondre Myhre (200,5 m). Ponadto osobiste życiowe rekordy poprawili: Jon Håkon Moe (193 m), Oddvar Ystgård (181 m), Morten Rastad (175 m), Andreas Myhre Hellerud (163 m), Ole Martin Storlien (155 m), Stian André Skinnes (152 m), Marius Fredrik Johansen (149 m), Fredrik Ålien (148 m), Andreas Hoff (142 m), Martin Kvernberg (140,5 m) oraz Sondre Skeie (131 m).

## Przedskoczkowie

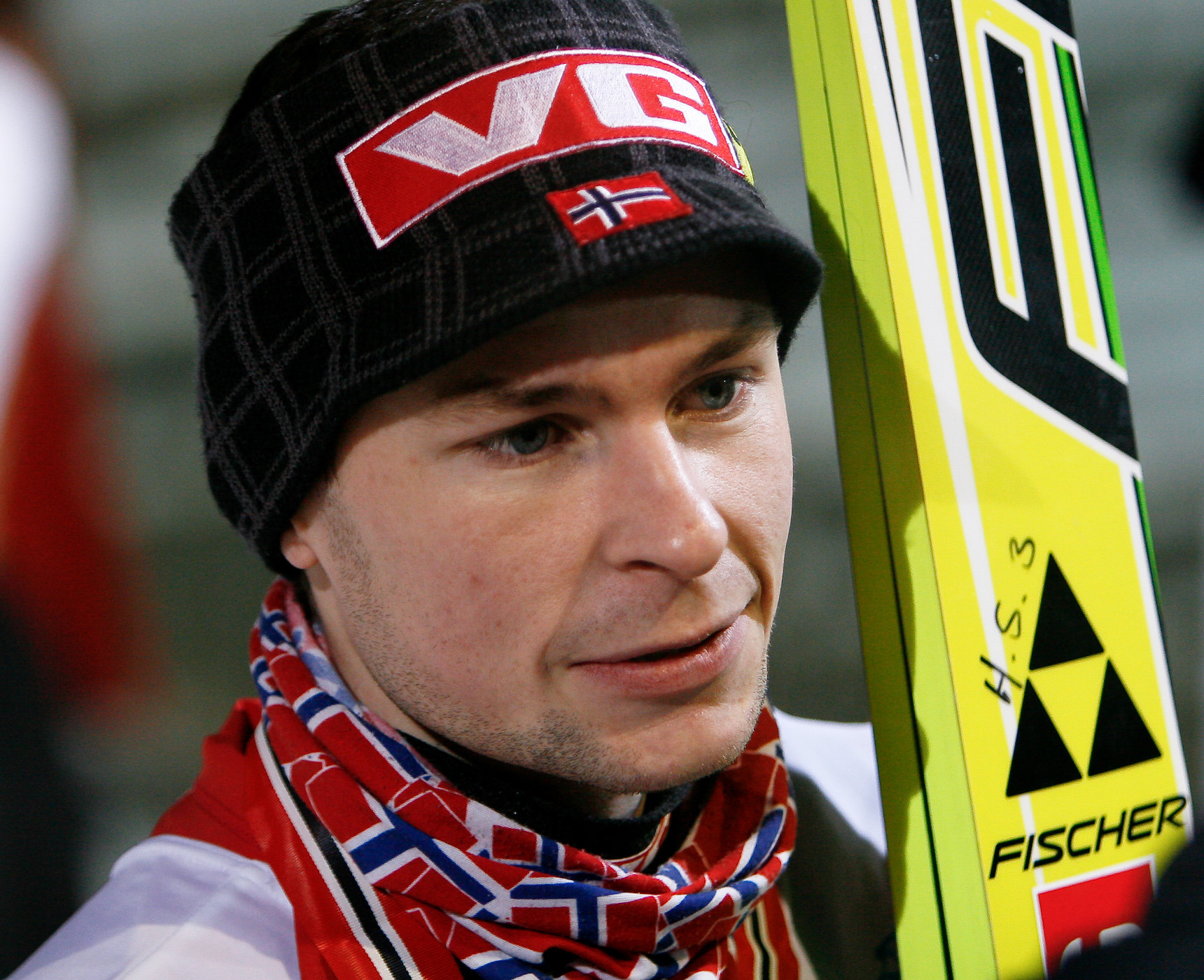
Anders Jacobsen – jeden z przedskoczków podczas Mistrzostw Świata w Lotach Narciarskich 2012.

Przed rozpoczęciem mistrzostw świata oficjalnie zostało zgłoszonych 22 przedskoczków, których zadaniem było przetestowanie skoczni w Vikersund podczas otwartych serii treningowych, a także, w razie potrzeby, podczas serii konkursowych. Zgodnie z przepisami, aby skoczek mógł pełnić rolę przedskoczka w zawodach na obiekcie mamucim, musi mieć ukończone 18 lat, dlatego każdy z wybranych zawodników musiał spełniać ten warunek. W gronie przedskoczków znaleźli się następujący norwescy zawodnicy: Anders Jacobsen, Kim René Elverum Sorsell, Atle Pedersen Rønsen, Fredrik Bjerkeengen, Tord-Markusen Hammer, Morten Rastad, Ole Martin Storlien, Marius Fredrik Johansen, Jon Håkon Moe, Eivind Hugås, Oddvar Ystgård, Joachim Hauer, Martin Kvernberg, Sigmund Hagehaugen,
Stian André Skinnes, Klaus Ovlien Engen, Tommy Lianes, Andreas Myhre Hellerud, Andreas Hoff, Sondre Skeie, Sondre Myhre i Fredrik Ålien. Dodatkowo w roli przedskoczka podczas zawodów indywidualnych wystąpił Tom Hilde, który nie został powołany do norweskiego składu. Jako przedskoczek, bez wcześniejszej zapowiedzi, skakał także Andreas Goldberger. Przedskoczkami byli także zawodnicy, którzy byli uczestnikami mistrzostw świata, ale nie zostali powołani lub nie zakwalifikowali się do konkursu. W tej roli zaprezentowali się Michael Neumayer i Emmanuel Chedal, a Aleksandr Sardyko, Dmitrij Ipatow, Stefan Hula i Antonín Hájek byli przygotowani na taką ewentualność, ale ostatecznie nie oddali żadnego skoku w roli przedskoczków.